# Associazione Calcio Milan
La Associazione Calcio Milan S.p.A., también conocida como A. C. Milan o simplemente Milan, es un club de fútbol italiano con sede en la ciudad de Milán, en la región de Lombardía. Fundado el 4 de junio de 1899 por Alfred Edwards y Herbert Kilpin, entre otros, bajo el nombre de Milan Foot-Ball & Cricket Club, adoptó su actual denominación en 2003, la cual tuvo su origen en 1945. Es considerado uno de los clubes más grandes del mundo.
Compite en la máxima categoría de la Lega Nazionale Professionisti Serie A del fútbol italiano, la homónima Serie A, desde su instauración en 1929 con la excepción de dos períodos en los que descendió: la primera en la temporada 1979-80 y la segunda en la 1981-82 para un total de 84 temporadas, siendo el cuarto equipo italiano con más presencias. A ellas se suman otras 26 de ediciones anteriores para 110 temporadas en primera categoría, siendo el segundo club con más participaciones. El debut en la máxima categoría en el período previo a la ronda única se remonta a 1900. En ella ha obtenido 19 títulos de campeón o scudetti, como tercer club más laureado. Completa sus registros nacionales con cinco títulos de la Coppa Italia y ocho de la Supercoppa lo que lo coloca segundo en el palmarés histórico del país, donde se encuentra adscrito a la Federación Italiana de Fútbol (FIGC) (en italiano: Federazione Italiana Giuoco Calcio).
Fue el primer equipo italiano en haber ganado la Copa de Europa (en 1962-63) y el segundo europeo y primer italiano en cuanto a número de finales de Copa de Europa/Liga de Campeones de la UEFA jugadas con 11 (empatado con el Bayern de Múnich), en el ámbito internacional es el equipo italiano y tercer conjunto europeo con mayor número de trofeos internacionales oficiales al lograr 20 títulos, por detrás de Real Madrid (34) y F. C. Barcelona (22). De ellos, siete son de la Copa de Europa / Liga de Campeones de la UEFA (la máxima competición de clubes de fútbol de Europa), siendo el segundo en cantidad de trofeos, detrás del Real Madrid (15); dos de la extinta Recopa de Europa, cinco de la Supercopa de Europa y dos de la extinta Copa Europea Latina además de otros cuatro títulos intercontinentales o mundiales; tres de la Copa Intercontinental, y uno de su sucesora; la Copa Mundial de Clubes.
También fue el primer equipo en ganar en 1991-92, el campeonato italiano de un solo grupo sin sufrir derrota, igualado por la Juventus en la temporada 2011-12, y ostenta el récord absoluto de partidos consecutivos sin derrota (58) en los cinco principales campeonatos europeos (del 26 de mayo de 1991 al 14 de marzo de 1993). Numerosos jugadores han sido premiados durante su militancia en el club con galardones como el Balón de Oro (8) y el FIFA World Player (3), ambos récords italianos compartidos con la Juventus.
Identificado por su camiseta rojinegra de la que recibe el calificativo de rossoneri, juega sus partidos de local en el Stadio Calcistico San Siro desde el año 1926, bajo una capacidad de 80 018 espectadores, siendo el estadio más grande del fútbol italiano. Este fue renombrado como Stadio Giuseppe Meazza en los años ochenta, y lo comparte desde 1947 con su acérrimo rival histórico, el Football Club Internazionale, con quien disputa el «Derby della Madonnina», que es uno de los derbis más seguidos del fútbol. También tiene rivalidad con la Juventus Football Club, con quien disputa el «Derby dei Campioni».
La Federación Internacional de Historia y Estadística de Fútbol (IFFHS) lo ha nombrado cuatro veces como el mejor equipo del mundo del mes, ranking realizado desde el año 2000. Del mismo modo también lo ha designado como el mejor equipo del mundo del año dos veces, desde que se estableciese el registro en 1991.
Todos estos logros le sitúan como una de las instituciones futbolísticas más importantes y reconocidas en el mundo.
El club es uno de los más ricos del fútbol italiano y mundial. Fue miembro fundador del ahora desaparecido grupo G-14 de los principales clubes de fútbol de Europa, así como su reemplazo, la Asociación de Clubes Europeos.

## Historia

### Fundación y Primeros Logros del AC Milan (1899-1930)

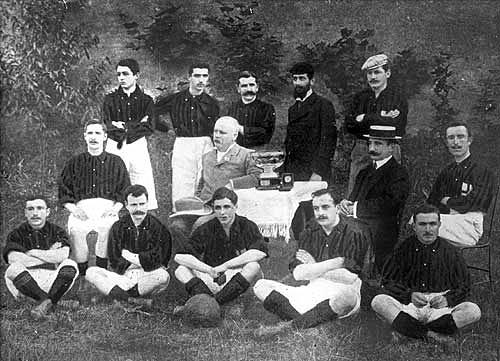
Instantánea del equipo en 1901.

En vísperas del inicio del siglo XX los ingleses Alfred Edwards y Herbert Kilpin, junto con un grupo de amigos y tras llegar a un acuerdo con unos empresarios, fundaron el 16 de diciembre de 1899 el Milan Cricket and Football Club, que fue dado a conocer el viernes 15 del mismo mes en un artículo del diario La Gazzetta dello Sport. Las primeras oficinas de las cuales dispuso el club estaban ubicadas en la Fiaschetteria Toscana de la Vía Berchet en Milán. Edwards, bastante conocido en la alta sociedad de Milán, fue el primer presidente electo del club.
Los colores que siempre lo han distinguido son el rojo y el negro, y fueron escogidos en dicha reunión constitutiva para infundir respeto a sus rivales en alusión al diablo, alusión por la que suelen ser referidos:

“Saremo una squadra di diavoli. I nostri colori saranno il rosso come il fuoco e il nero come la paura che incuteremo agli avversari.”
Seremos un equipo de diablos. Nuestros colores serán el rojo como el fuego y el negro como el miedo que infundiremos a los adversarios.
Herbert Kilpin, 16 de diciembre de 1899. Milán.

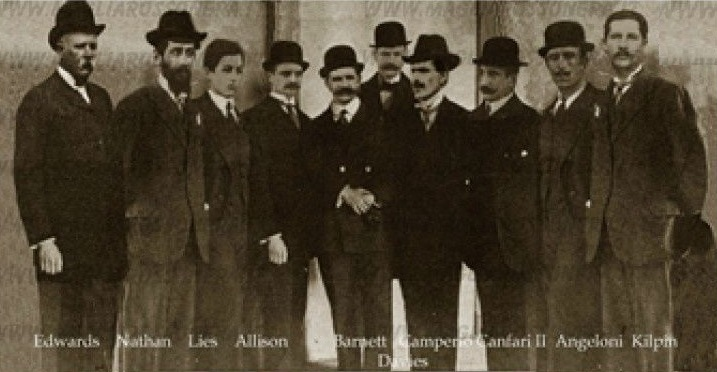
Instantánea de los fundadores del club en diciembre de 1899.

Formado por deportistas milaneses e ingleses, el club se inició como una sociedad donde, inicialmente, se incluía una sección dedicada al críquet (dirigida por Edward Nathan Berra) y otra dedicada al fútbol (dirigida por David Allison). El club requería a sus socios una cuota anual de 20 liras. La idea enseguida caló entre los jóvenes italianos que habían estudiado en Inglaterra. Aun así, al contrario que el críquet, el fútbol era visto con reservas por parte de la clase alta de Italia.
En enero de 1900, Edwards inscribió al equipo en la FIF (Federazione Italiana del Football), predecesora de la actual FIGC. El primer partido oficial lo disputó ante el Foot-Ball Club Torinese, el 15 de abril de 1900, partido en el cual los «rossoneri» perdieron por 3-0. Ese mismo mes el equipo conquistó el primer trofeo de su historia, la Medaglia del Re (Medalla del Rey), entregada por el rey Humberto I, tras vencer por 2-0 a la Foot-Ball Club Juventus y ser Kilpin el autor del primer gol de la historia del club. En 1901 y con tan solo dos años, el club (de la mano de Kilpin, quien se desempeñaba como jugador-entrenador) conquistaba el 5 de mayo su primer campeonato italiano, después de vencer al Genoa Cricket & Football Club por 3-0, con una hat-trick de su fundador. En 1902 el Milan conquistó la última edición de la Medaglia del Re, por lo que se quedó, siendo el tercer año consecutivo en el que la ganaba, con el trofeo en propiedad.
En 1906, después de igualar a la Juventus en puntos al finalizar el girone finale, se tuvo que disputar un partido de desempate. Habiendo concluido este con un empate sin goles y dado que por entonces no se seguía el sistema de prórroga y/o penales, la FIF designó el campo neutro de la US Milanese para disputar el segundo partido. Al estar dicho estadio situado en la misma ciudad de Milán, se desataron las protestas de los responsables de la Vecchia Signora, que se negaron a jugar, por lo que el título fue otorgado al Milan. El equipo volvió a coronarse campeón al año siguiente (1907) tras vencer al Torino de Andrea Doria. Además, logró adjudicarse la prestigiosa Palla Dapples por tercer año consecutivo.
En 1908, y tras unas disputas por la inclusión de jugadores extranjeros en el equipo, 43 socios abandonaron el club y formaron el Inter de Milán. Mientras que el Milan siguió siendo el club insignia de trabajadores y sindicalistas, Inter se convirtió en el equipo favorito de las clases altas de Milán.
En 1916 el club obtuvo la Copa Federal, un trofeo no oficial que había reemplazado, por entonces, al campeonato nacional, el cual se encontraba suspendido a raíz de la Primera Guerra Mundial.
Durante aquellos años el Milan no obtuvo resultados destacados en el campeonato nacional, aunque contó con grandes jugadores como el delantero belga, Louis Van Hege (que marcó 97 goles en 88 partidos, con un promedio de 1,1 tantos por encuentro), Aldo Boffi (capocannoniere en tres ocasiones con el Milan y autor de 136 tantos en nueve temporadas con la camiseta rossonera), Riccardo Carapellese, Gino Cappello y el uruguayo Ettore Puricelli entre otros.
Uno de los hechos que marcaron la historia de la sociedad, fue el de la inauguración del estadio San Siro en el año de 1926 inspirado en la arquitectura de los estadios ingleses.

### Renacimiento y Dominio del Milan Posguerra (1931-1961)
Ya en 1919, el club cambió su denominación de Milano Football and Cricket Club a Milano Football Club, pero en 1938 y debido a que los orígenes ingleses de Milán no gozaban de gran estima por parte de los miembros del movimiento fascista italiano, el nombre pasó a ser Associazione Calcio Milano. Ese mismo año, el Milan disputó la Copa Mitropa, que fue la primera gran copa internacional europea de clubes, quedando eliminado en primera ronda.
En 1940, Umberto Trabattoni fue nombrado Presidente del club, puesto que no abandonó hasta 1954. La denominación del club fue abandonada una vez finalizada la Segunda Guerra Mundial, para retornar a la antigua designación pero conservando las siglas A.C.. Es así como surge, en 1946, la actual denominación de Associazione Calcio Milano. En este punto, Italia comenzó un largo y doloroso período de reconstrucción postguerra y el fútbol, como sucedió con el resto del país, renacía a medida que se eliminaba el legado fascista.
Después de vivir un período de más de cuarenta años sin obtener un título, el Milan empezaba a escribir una nueva historia que repercutió totalmente en la imagen que se crearía en torno al club, tanto en Italia como en Europa.

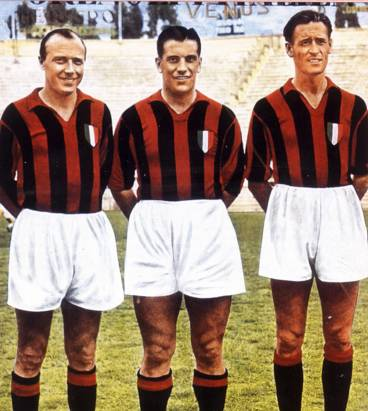
Gunnar Gren, Gunnar Nordahl y Nils Liedholm, conocidos como el Gre-No-Li.

Para la temporada de 1949/50, en una época donde los clubes italianos estaban restringidos a un máximo de cinco extranjeros, el Milan contrató a los jugadores suecos Gunnar Nordahl (Il pompierone), Gunnar Gren (Il professore) y Nils Liedholm (La stella venuta dal nord), quienes formaron un trío ofensivo conocido como el Gre-No-Li. A ellos se le sumaban otros jugadores como Lorenzo Buffon, Renzo Burini, Carlo Annovazzi, Omero Tognon y Arturo Silvestri (Sandokan); en un equipo que hizo historia, dominando buena parte del campeonato italiano durante aquellos años y llegando a disputar una final de la Copa de Europa. En la squadra dirigida por Lajos Czeizler (futuro entrenador de la Selección italiana en la Copa Mundial de Suiza '54), Gren y Liedholm eran los creativos en el medio campo mientras que Nordahl era un peligroso delantero que con 210 anotaciones en 257 partidos y un promedio de 0.81 goles por encuentro, se convirtió en el máximo goleador en la historia de la sociedad. A lo largo de aquella campaña, el equipo marcó 118 goles (siendo muy recordado el 7:1 a la Juventus) en 38 partidos, teniendo un promedio de más de tres tantos por partido (cifras comparables Il Grande Torino de Valentino Mazzola). Ese año, Nordhal alcanzó 35 anotaciones, que lo situaban como capocannoniere del equipo (logro que se adjudicó también en 1951, 1953, 1954 y 1955). El cuadro rossonero logró la segunda ubicación en aquella campaña.
En la temporada de 1950/51, el Milan conquistó por cuarta vez la Serie A italiana, con apenas un punto de ventaja sobre el Inter de Milán, consiguiendo un total de 108 goles en el proceso. Fue el primero de los cuatro títulos que se ganaron a lo largo de la década de los '50. En esa misma temporada, el club obtuvo la Copa europea Latina (venciendo por 5:0 al Lille francés en la final de Milán), la cual en aquellos años antes de la creación de la UEFA, era la competición más importante a nivel de clubes en Europa debido a la interrupción de la Copa Mitropa por el inicio de las hostilidades e inmigraciones y emigraciones internacionales y por la Segunda Guerra Mundial y sus consecuencias para la Europa Central hasta 1954.
Para la campaña de 1951/52 y con los refuerzos de Amleto Frignani y Pietro Grosso, el Milan vuelve a disputar el scudetto, finalizando en la segunda posición y con Nordhal como segundo goleador con 26 tantos.
En la temporada de 1952/53, Francesco Zagatti y Celestino Celio son incluidos a una plantilla que disputó junto a la Juventus y al Inter, el título de aquella campaña, que una vez más, dejó un saldo positivo en el aspecto ofensivo (con Nordhal como capocannoniere con 26 tantos), pero enfatizando también la solidez defensiva. Con Mario Sperone como nuevo director técnico, el Milan finalizó en la tercera ubicación. Aquella temporada, significó la última del Gre-No-Li, al ser Gunnar Gren traspasado a la Fiorentina.
Con los mismos protagonistas de la campaña anterior, más los refuerzos de Mario Bergamaschi, Eros Beraldo, Alberto Piccinini y del danés Leschly Sorensen; el Milan volvió a finalizar en la tercera ubicación, teniendo a Nordhal como capocannoniere por segundo año consecutivo, al anotar 23 tantos. Al final de la campaña, Umberto Trabattoni dejó la presidencia del Milan, después de catorce temporadas al mando della società.

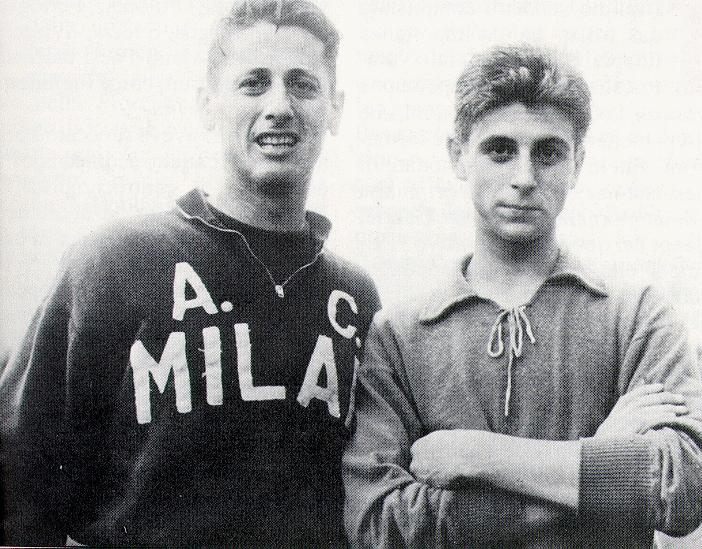
Juan Alberto Schiaffino y Gianni Rivera.

Para la campaña de 1954/55, Andrea Rizzoli asumió como nuevo presidente del club en lugar de Umberto Trabattoni, trayendo consigo un ciclo de éxitos que culminaron en la obtención de la Copa de Campeones de 1963. Tras la desvinculación en la temporada pasada de Gren, el club unió a sus filas a Cesare Maldini (procedente del Triestina), Amos Mariani y (después de haber disputado la Copa del Mundo de Suiza '54) al delantero uruguayo Juan Alberto Schiaffino (procedente de Peñarol), un mítico integrante de su selección campeona del mundo en la Copa del Mundo de 1950, en el histórico Maracanazo. Schiaffino, se transmormó en una pieza clave del equipo y uno de sus emblemas a futuro. De la mano del entrenador uruguayo Héctor Puricelli (jugador del Milan entre 1949 y 1954), el cuadro lombardo conquistó su quinto título de liga, con cuatro puntos de ventaja sobre el Udinese, su más cercano escolta. Al final de aquella campaña se retiró Arturo Silvestri, después de 158 partidos disputados y siete goles con la maglia rossonera.
En la temporada siguiente (1955/56) y en el ámbito local, el equipo finalizó en la segunda posición tras la Fiorentina. Durante esta campaña, participó en la primera edición de la Copa de Europa (siendo, en consecuencia, el primer club italiano en disputar dicha competición). Después de eliminar al Saarbrucken y al Rapid Viena (por marcadores globales de 7:5 y 8:3 respectivamente), disputó las semifinales ante el Real Madrid español, contra quien cayó eliminado por un global de 4:5 (4:2 en Madrid y 2:1 en Milán). Aquel equipo no se quedó con las manos vacías y tras una nueva participación en la Copa Latina y después de vencer por 4:2 al Benfica, logró imponerse en la final al Athletic Club por 3:1. Aquella fue al penúltima edición de la Copa Latina, justamente, al entrar en vigencia la Copa de Campeones.
Después de reforzar al equipo con el delantero Carlo Galli (autor de más de cien goles con el Milan) en la temporada de 1956/57, el equipo logró conquistar el sexto scudetto de la sociedad, tras superar por seis y siete unidades a la Fiorentina y Lazio, respectivamente. Durante aquella campaña, se destacaron los delanteros italianos Gastone Bean y el propio Galli, los cuales suplían el hueco dejado por Nordhal (quien se había integrado a la Roma).
A pesar de tener un desempeño irregular en la liga para la temporada de 1957/58 (donde había logrado ubicarse entre los tres primeros desde la temporada de 1946/47), logró llegar a su primera final en la Copa de Campeones (al mando de Giuseppe "Gipo" Viani), donde cayó ante el Real Madrid por un resultado final de 2:3. En un disputado duelo, el equipo llegó a estar dos veces arriba en el marcador, gracias a los goles del uruguayo Schiaffino y de Ernesto Grillo. Pero a pesar del esfuerzo y de llevar el partido a tiempo extra, un gol en el minuto '107 cerró aquella final. Al terminar la campaña, Amos Mariano fue contratado por el Napoli.
En el albor de una nueva temporada (1958/59), llegó al equipo el aporte ofensivo de José Altafini (delantero brasileño, campeón del Mundo con su selección en la Copa Mundial de Suecia '58) y la seguridad del líbero Sandro Salvadore. Sumados al equipo finalista de la anterior edición de la Copa de Campeones, el Milan cerró los años '50 ganando su séptimo campeonato (tras de un apasionante cara a cara con la Fiorentina) y el cuarto de aquella década.
En la temporada de 1959/60, fue contratado el meta Giorgio Ghezzi en lugar del Lorenzo Buffon, quien había pasado a las filas del Genoa. En otra participación internacional, el equipo quedó eliminado en la primera ronda de la Copa de Campeones ante el Barcelona. En la lucha por el scudetto, acabó en la tercera ubicación. Al final de la temporada, Bean fue transferido al Genoa, mientras que Schiaffino (después de disputar 171 partidos oficiales y contribuir con 60 tantos) fue conratado por la Roma.
Para la siguiente campaña (1960/62), el Milan fichó a Paolo Barison, Mario David y a la promesa del fútbol italiano, Gianni Rivera (Il Bambino d´Oro), quien se convirtió en uno de los estandartes históricos del club, en una operación en la que el club pagó 60 millones de liras al Alessandria. El equipo disputó palmo a palmo el título con la Juventus, a quien venció en ambos cotejos (3:1 de local y 4:3 de visita), pero finalmente quedó en la segunda ubicación. Al final de aquella temporada, se despidió del club Carlo Gialli, mientras que Nils Liedholm finalizó su carrera como jugador, tras doce temporadas y 89 goles en el Milan.

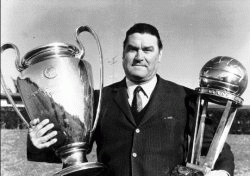
Nereo Rocco, el entrenador más laureado del club con diez títulos.

Para la temporada de 1961/62, el Milan contrató al legendario Nereo Rocco como nuevo director técnico del equipo, siendo uno de los principales difusores del célebre catenaccio y el primero en aplicarlo en Italia. Rocco gozó, además, de mucho aprecio por parte de los tifosi rossoneri (considerado por los mismos aficionados como el mejor entrenador del club del siglo XX) y de sus propios jugadores. Con una escuadra compuesta de jugadores de la talla de Rivera, Cesare Maldini, Giovanni Trapattoni y sumados al debut en Serie A de Giovanni Lodetti (juvenil del Milan que se transformó en una pieza fundamental en el once titular del equipo de Rocco) y las contrataciones de Gino Pivatelli y del brasileño Dino Sani; el Milan se consagró, en aquella temporada, como campeón de Italia por octava ocasión en su historia.

### Años de transición y gloria internacional del AC Milan (1962-1992)
En la campaña de 1962/63 y tras la ida de Sandro Salvadore a la Juventus y la contratación de Bruno Mora; el equipo conquistó la Copa de Campeones después de derrotar en la final (disputada en el mítico estadio de Wembley) al Benfica portugués y después de estar abajo en el marcador tras un gol de Eusébio, llegó a la remontada y la obtención del torneo, de la mano de dos goles de Altafini (alineando en el partido final a Giorgio Ghezzi; Mario David, Cesare Maldini, Mario Trebbi; Víctor Benítez, Giovanni Trapattoni; Gino Pivatelli, Dino Sani, José Altafini, Gianni Rivera y Bruno Mora). Al final de la temporada, Andrea Rizzoli dejó la presidencia del club, después de 9 temporadas en las que se inauguró el centro deportivo Milanello en 1963, además de la obtención, siempre bajo su mandato, de cuatro scudetti, una Copa Latina y una Copa de Campeones. En el campeonato italiano, el equipo finalizó en la tercera ubicación. Al término de la temporada, Nereo Rocco dimitió como director técnico del equipo, haciéndose cargo del Torino, mientras que Pivatelli se retiró del fútbol.
El Milan dio inicio a la temporada de 1963/64, con la asignación de Felice Riva como nuevo presidente del Milan y la contratación de Nils Liedholm en el cargo de director técnico y del brasileño Amarildo (proveniente del Botafogo y campeón con su país en la Copa Mundial de Chile '62). El cuadro rossonero disputó la final de la Copa Intercontinental (instaurada en 1960), en la que cayó ante el Santos de Pelé. En esa final, el Milan empezó ganando por 4:2, pero en el partido de vuelta perdieron por idéntico marcador en el Estadio Maracaná, y en un partido de desempate el equipo de O Rei ganó el título por la mínima diferencia. También se disputó la Copa de Campeones (en condición de campeón vigente), donde se llegó hasta cuartos de final, cayendo ante el Real Madrid. El equipo perdió por 4:1 en España, pero quedando a un gol de lograr la hazaña en el partido de ida (donde los rossoneri se impusieron por 2:0). Durante el campeonato local, el Milan volvió a finalizar en el tercer puesto, a tres unidades del Inter y el Bologna (siendo este último el campeón). Una vez finalizada la temporada, Dino Sani retornó a Brasil para jugar por el Corinthians.
Durante la temporada de 1964/65, el Milan disputó palmo a palmo el título con el Inter de Helenio Herrera, finalizando en la segunda ubicación. Al final de aquella campaña, José Altafini y Mario David pasaron a las filas del Napoli y la Sampdoria respectivamente, mientras que Giorgio Ghezzi se retiró del fútbol, después de seis temporadas en el cuadro lombardo.
En la siguiente campaña (1965/66) y a pesar del gran conjunto con el que se contaba, entre los que destacaban los refuerzos de Angelo Benedicto Sormani (il Pelè bianco) y Karl-Heinz Schnellinger (Volkswagen), el equipo culminó en la séptimo ubicación. Al final de la temporada, Cesare Maldini pasó a las filas del Torino.
En la temporada de 1966/67 y tras la dimisión de Liedholm como entrenador del Milan, el cargo recayó en el exjugador rossonero, Arturo Silvestri. A ello se sumaron las contrataciones de Angelo Anquilletti y de Roberto Rosato, dando inicio a la segunda estela de títulos de aquella década. A pesar de finalizar en el octavo puesto de la liga italiana, el equipo conquistó la primera Copa de Italia della società. En un tramo donde eliminó a la Juventus en tiempo suplementario, por un marcador final de 2:1, el cuadro lombardo disputó la final ante el Padova (que había eliminado al Inter), el 14 de junio de 1967 en el Olímpico de Roma, logrando imponerse por la cuenta mínima, gracias a un tanto de Amarildo (en la que fue su última temporada en el Milan) en el cuarto minuto del tiempo complementario.

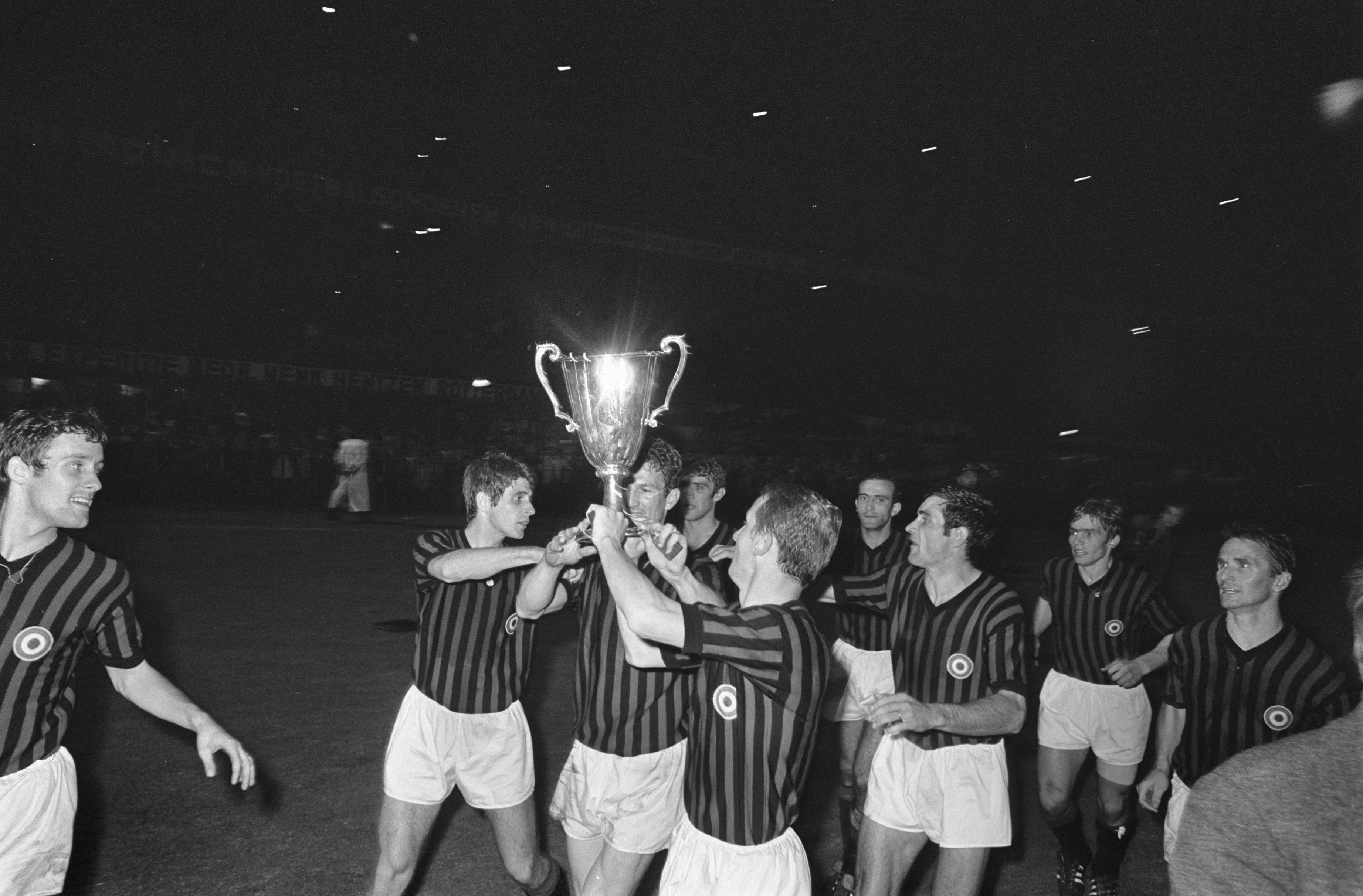
El equipo celebra el título de la Recopa de Europa (1968).

Para la sucesiva temporada (1967/68), Nereo Rocco retornó como director técnico del equipo, donde contó con los servicios del sueco Kurt Hamrin, el experimentado meta Fabio Cudicini (Ragno Nero), Saul Malatrasi y el regreso de Pierino Prati, quien había debutado en la campaña anterior con el Milan, siendo cedido al Savona de la Serie B. Gracias a los goles de Prati (capocannoniere con 15 tantos), Hamrin y Sormani, el Milan se proclamó campeón de Italia por novena vez, ganando con relativa comodidad y dominando plenamente en la segunda mitad del campeonato, totalizando nueve puntos de ventaja sobre su más cercano escolta, una vez finalizadas las treinta jornadas. En la Copa Italia, el equipo logró clasificarse al grupo final (modalidad que se mantuvo desde aquella edición hasta 1971) o all'italiana, compartiendo el grupo junto al Bologna, Inter y Torino, y terminò en segundo lugar dos puntos detràs del Torino. En el ámbito europeo y en su primera participación en la Recopa de Europa, el equipo eliminó en semifinales al Bayern de Múnich (2:0 en Italia y empate sin goles en Alemania), por lo accedió a disputar la final ante el Hamburgo, sobre el cual se impuso por 2:0 (con una doppietta de Hamrin), consiguiendo así, su cuarto título a nivel internacional. Aquella campaña significó la despedida de Kurt Hamrin (con 37 años) del equipo.
Con el refuerzo de Nestor Combin (francés de origen argentino), la década de gloria tuvo broche de oro al conseguir al consagrarse, una vez más, en el ámbito internacional tras conquistar por segunda vez la Liga de Campeones, en la campaña de 1968/69. El partido decisivo se disputó en el estadio Santiago Bernabéu de Madrid, un 28 de mayo de 1969, frente al Ajax de los Países Bajos, que contaba en aquella época con un joven Johan Cruyff. Ante 31 mil espectadores, el cuadro de Nereo Rocco se impuso por 4:1, gracias a un gol de Angelo Sormani y una tripletta de Pierino Prati (en un equipo compuesto por Fabio Cudicini; Saul Malatrasi, Angelo Anquilletti, Karl-Heinz Schnellinger, Roberto Rosato, Giovanni Trapattoni; Giovanni Lodetti, Gianni Rivera; Kurt Hamrin, Angelo Sormani y Pierino Prati). En el campeonato italiano, el equipo disputó el título ante la Fiorentina y el Cagliari de Gigi Riva. El Milan se mantenía en la segunda ubicación, a dos unidades de la squadra viola, pero en la penúltima jornada, un empate sin goles ante el Napoli y la subsecuente victoria de la Fiorentina de 2:0 ante la Juventus, acabó con el título en Florencia. El equipo finalizó en la tercera ubicación. Una vez finalizada la campaña y tras siete jornadas en el Milan, Bruno Mora se retiró del fútbol.
Ya dando inicio a la temporada de 1969/70, el Milan se adjudicó su primera Copa Intercontinental, después de vencer a Estudiantes de La Plata de Argentina 3:0 en Italia y resistir el 1-2 en contra, en condición de visita. En su séptima participación en la Copa de Campeones, quedó eliminado en segunda ronda ante el Feyenoord neerlandés (a la postre, campeón de aquella edición). En el campeonato italiano, el cuadro lombardo culminó en la cuarta ubicación. Al final de aquella campaña y tras disputar más de 200 partidos en el Milan, Giovanni Lodetti fue traspasado por la Sampdoria.
En la temporada de 1970/71, para el Calciomercato Estivo, Lodetti (quien pasó a las filas de la Sampdoria) y Sormani se desvincularon del equipo, arribando, en reemplazo, jugadores como Giorgio Biasiolo, Giulio Zignoli y Romeo Benetti. El Milan, guiado por Rocco y Rivera, seguía disputando torneos a gran nivel, llegando al grupo final de la Copa Italia. Después de vencer a la Fiorentina (líder en aquel momento) en la última jornada, el equipo terminó igualado en puntos con el Torino, por lo que el título debió dirimirse en un partido único, jugado en Génova. Después de empatar sin goles en el tiempo reglamentario y en el suplemento, el cuadro rossonero cayó finalmente por 5:3 en la definición por penales. En el campeonato local, el equipo disputó palmo a palmo el scudetto ante el Inter, finalizando en la segunda plaza. Dicha posición, lo clasificó (junto a otros tres equipos) a la recién instaurada Copa de la UEFA.
Para el inicio de la siguiente temporada (1971/72), se retiró Giovanni Trapattoni, mientras que el equipo se renovó con la llegada de Giuseppe Sabadini, Alberto Bigon y Riccardo Sogliano. El equipo logró llegar hasta semifinales de la Copa de la UEFA, donde cayó ante el Tottenham inglés (a la postre campeón), por un global de 2:3. Aquella campaña trajo consigo la conquista de la segunda Copa de Italia, tras dejar en el camino a la Juventus y el Inter de Milán, en la liguilla de semifinales y disputar la final ante el Napoli, al cual venció por 2:0 (con un gol de Rosato y otro en propia puerta). En el campeonato local, el cuadro rossonero acabó nuevamente en la segunda ubicación, llegando a definir todo en la última jornada.
Rocco del equipo, luego dos períodos de un total de ocho temporadas como entrenador del Milan, el presidente Albino Buticchi asignó a Gustavo Giagnoni como nuevo director técnico para la temporada de 1973/74. El equipo disputó la primera edición de la Supercopa de Europa donde fue derrotado por el Ajax de Johann Cruyff (el cual, por entonces, dominaba Europa), después de haber ganado 1:0 en Milán y caer por 0:6 en Ámsterdam. Durante aquella campaña se logró alcanzar una nueva final de la Recopa de Europa, dejando al Borussia Mönchengladbach alemán (estandarte del fútbol teutón en los '70 junto al Bayern de Múnich) en semifinales, por un global de 2:1 (2:0 en casa y 0:1 de visita). A pesar de ello, el equipo cayó en la final ante el sorprendente 1. F. C. Magdeburg (de la antigua RDA) por 0:2. Para el final de la campaña y después de 284 partidos con el Milan a lo largo de nueve temporadas, Schnellinger se despidió del club para retornar a Alemania, mientras que Sogliano se retiró del fútbol.
Para la temporada de 1974/75 y con la consolidación de Aldo Maldera (conocido como Maldera III) en la titularidad del equipo, la llegada del portero Enrico Albertosi (cedido del Cagliari) y el arribo de Aldo Bet; el cuadro rossonero acabó quinto en la liga, con lo que accedió a disputar la Copa de la UEFA. En la Copa de Italia se siguió destacando superando al Inter de Milán y a la Juventus en la liguilla de semifinales, por lo que consiguió llegar a la final, la cual se disputó el 28 de junio en el estadio Olímpico de Roma, donde el equipo no pudo doblegar a la Fiorentina, ante la cual cayó por 2:3 (sin poder contar con el trabajo de Gianni Rivera).
Dando inicio a la temporada de 1975/76, finalizó la presidencia de Buticchi, siendo Bruno Pardi (a quien lo reemplazó Vittorio Duina al final de temporada) el nuevo timonel de la sociedad. El equipo alcanzó un meritorio tercer puesto en la liga y arribó a cuartos de final de la Copa de la UEFA, en la cual cayó contra el Club Brujas de belga por un global de 2:3 (0:2 de visita y 2:1 en condición de local).
A pesar de las contrataciones de Fabio Capello y el debut en Serie A de Fulvio Collovati (formado en el equipo juvenil del Milan), el equipo sufrió la pérdida de Romeo Benetti y Luciano Chiarugi, dos elementos fundamentales en el esquema. El Milan tuvo un irregular desempeño en el campeonato durante la temporada de 1976/77, lo cual lo tuvo a las puertas de perder la categoría. Debido a una serie de 17 empates, solo 3 victorias y el dejar al equipo (tras la antepenúltima jornada y después de caer por 0:2 ante el Torino) en puestos de descenso, el entrenador Giuseppe Marchioro, fue reemplazado por Nereo Rocco. Para la antepenúltima jornada, el Milan recibió al Catanzaro, un rival directo por la lucha de la permanencia. El equipo logró imponerse por un marcador final de 3:2, no sin antes sufrir, tras de ir en ventaja por 3:0. Tras ganarle al Cesena por 2:0 (con una doppietta de Gianni Rivera), el club lograba mantenerse en la máxima categoría. A pesar de los pormenores, accedió a una nueva final de la Copa de Italia donde lo esperaba el Inter de Milán, al cual derrotó por 2:0, adjudicándose el trofeo por cuarta vez en su historia. El equipo también tuvo una destacada participación en la Copa de la UEFA, llegando hasta la tercera ronda, donde cayó ante el Athletic Club (por un global de 4:5, a raíz de un 1:4 en España y un 3:1 en Italia), pero estando a un gol de forzar la prórroga en el partido de vuelta disputado en San Siro.
El Equipo Milan fue invitado de Torneo de Triangular del conjunto español FC Barcelona y un conjunto argentino Altos Hornos Zapla esos equipos en dos partidos del Triangular y esperando el ganador de FC Barcelona y Club Altos Hornos Zapla y Zapla ganándole por penales al Barcelona y después jugó contra Altos Hornos Zapla que terminó perdiendo y quedó segundo lugar con la Medalla de plata en la final de 1977.
Para la campaña de 1977/78, Nils Liedholm asumió como nuevo director técnico del equipo y con refuerzos de jugadores como Roberto Antonelli y Ruben Buriani, el Milan finalizó en una meritoria cuarta ubicación y otorgándole al equipo un nuevo aire de renovación, que se veía reflejado en el juego ofensivo que planteaba el sueco. El equipo también disputó, por cuarta ocasión, la Recopa de Europa, donde quedó eliminado en primera ronda ante el Real Betis español, por un global de 2:3 (0:2 en España y 2:1 en Milán). El 23 de abril de 1978, en la victoria por 2:1 sobre el Hellas Verona, debutó en Serie A Franco Baresi, futuro abanderado y capitán del Milan. Al final de la temporada, Sabadini se unió a las filas del Catanzaro.
La temporada de 1978/79, cerraba la década de los setenta, la cual significó el retiro de Gianni Rivera (quien disputó 650 partidos y concretó 160 goles con el Milan) y la conquista del décimo título de liga (Lo Scudetto della Stella). Con los refuerzos de Walter Novellino (proveniente del Perugia) y de Stefano Chiodi (procedente del Bologna), Liedholm armó un cuadro competitivo que ejercía su filosofía de fútbol ofensivo, plasmado en su esquema con una única punta (Chiodi) que era abastecida por el constante peligro que ejercían a sus espaldas jugadores como Maldera, Novellino, Antonelli y Bigon. La escuadra de Liedholm comenzó de gran manera el campeonato, ganando nueve de los diez puntos posibles tras las primeras cinco jornadas disputadas. Para el girone di ritorno, el equipo no soltó la punta y gracias a un empate del Perugia (su único escolta y quien terminó sin conocer derrotas) en la penúltima jornada, se consagraba como campeón de Italia por décima ocasión en su historia. Fue a partir de ese trofeo que el Milan incorporó a su camisa la Stella d’Oro (estrella de oro al mérito deportivo). En el ámbito europeo, el equipo logró situarse nuevamente en la tercera fase de la Copa de la UEFA, donde quedó eliminado ante el Manchester City inglés, después de empatar a dos tantos en Italia y perder por 0:3 en Inglaterra.
Después de terminar terceros en la temporada de 1979/80 y de quedar eliminados en primera ronda de la Copa de Campeones (frente al Porto, tras empatar sin goles en la ida y caer por 0:1 en Milán), el presidente del club rossonero, Felice Colombo, entre otros dirigentes del club, estuvo involucrado en el denominado Totonero. Después de su respectivo juicio (en el que Colombo y el portero del club, Enrico Albertosi, fueron sancionados de por vida) el Milan (entre otros clubes como la Lazio, el Avellino y el Bologna) descendió a la Serie B del fútbol italiano.
Para la temporada subsiguiente (1980/81), la escuadra lograba el ascenso a la Serie A tras terminar en la primera posición del campeonato, con Roberto Antonelli como capocannoniere del torneo y bajo la presidencia de Gaetano Morazzoni. En la Copa de Italia, el equipo no pasó la primera fase, donde pudo enfrentar al Inter de Milán, ante el cual perdió por la mínima.
En la temporada de 1981/82, con Giuseppe Farina como presidente del club y tras una desafortunada campaña, el club regresó nuevamente a la Serie B.
Bajo la guía de entrenador Ilario Castagner (en la temporada de 1982/83), el Milan logró ser promovido a la Serie A (tras terminar en la primera posición), gracias, en gran medida, a las grandes actuaciones de Mauro Tassotti (siendo capitán) y Alberigo Evani, dos futuras estrellas de la sociedad.
En una temporada de transición (1983/84), al Milan llegaron Filippo Galli (quien jugó hasta 1997, disputando 217 partidos con la maglia rossonera) y Luciano Spinosi, entre otros refuerzos, con los cuales, el equipo se ubicó en la octava posición. Farina se empeñó en construir una escuadra competitiva, contratando a Nils Liedholm (después de sus sobresalientes resultados al mando de la Roma) como entrenador y fichando a jugadores como Pietro Paolo Virdis (quien fue una pieza clave en el resurgimiento del club), Mark Hateley (Attila), Ray Wilkins (Butch) y Agostino Di Bartolomei. Así se daba inicio a la temporada de 1984/85, donde el equipo logró un meritorio quinto puesto que le daba acceso a disputar la Copa de la UEFA. En la Copa de Italia y después de eliminar a la Juventus y al Inter (en cuartos de final y semifinal, respectivamente), disputó la final ante la Sampdoria, ante la cual cayó por un global de 1:3. El 20 de enero de aquella temporada, debutó ante el Udinese, Paolo Maldini (uno de los máximos emblemas en la historia del Milan).
Para la siguiente campaña (1985/86), el Milan contrató a Paolo Rossi (Balón de Oro en 1982) quien formó un tridente junto a Virdis y Hateley. A pesar de ello, el equipo no lograba destacarse en el campeonato local. La sorpresiva eliminación en la tercera ronda de la Copa de la UEFA, ante el Waregem belga, desencadenó en la dimisión de Farina como presidente del club.
Tras la salida de Farina, el Milan fue adquirido el 20 de febrero de 1986, por Silvio Berlusconi, convirtiéndose, ya para el 24 de marzo de aquel año, en el vigésimo primer presidente de la sociedad. Además de dotarlo de recursos económicos, Berlusconi implantó una nueva mentalidad en el equipo, con el fin de formar un equipo competitivo. El equipo finalizó la temporada de 1985/86 en la séptima posición.
En la temporada de 1986/87, la squadra rossonera iniciaba el recambio, con la llegada de jugadores como Roberto Donadoni, Daniele Massaro, Giuseppe Galderisi, Dario Bonetti y el portero Giovanni Galli; todos ellos bajo la tutela del histórico Nils Liedholm. Tras un difícil inicio, el sueco fue reemplazado por Fabio Capello (campeón como jugador en el Milan de la Copa Italia en el '77 y del décimo scudetto en el '79). El joven entrenador logró levantar al equipo hasta la quinta casilla (teniendo a Pietro Paolo Virdis como capocannoniere con 17 tantos), por lo que igualaba en puntos con la Sampdoria. El cupo a la Copa UEFA tuvo que decidirse en un único partido disputado en Torino, que el equipo rossonero se adjudicó por la mínima diferencia en el tiempo suplementario. Al final de la temporada, el equipo logró adjudicarse la tercera edición del Mundialito de Clubes.
Para la temporada de 1987/88, el Milan estrenó al prometedor Arrigo Sacchi (ex Parma) como nuevo entrenador del equipo, quien profesaba un fútbol total basado en un pressing continuo, la conquista de los espacios dentro del campo, una defensa en zona, un notable manejo de la táctica del fuera de juego y un gran número de jugadores polivalentes que suplían a los delanteros. El método de Sacchi era ante todo impresionante por la sensación de bloque colectivo que desprendía. Todos los jugadores se desplazaban en conjunto y al mismo tiempo en la dirección del balón, bajaban y subían, no solamente todos juntos, sino permaneciendo a la misma distancia unos de otros, sin perder más de un metro. Era una máquina de una eficacia temible, que emularían luego muchos otros equipos. Sacchi también contó con un grupo de primer orden al disponer, en una sólida defensa, de la guía del capitán Franco Baresi, sumado a Paolo Maldini, Alessandro Costacurta y Mauro Tassotti. El resto de los estratos del campo, incluían la solvencia del meta Giovanni Galli, un férreo mediocampo compuesto por Roberto Donadoni, Angelo Colombo y Carlo Ancelotti; a lo que se sumaba el ataque de talentos como Marco van Basten y Ruud Gullit, quienes desplegaban su juego en la compañía del instinto goleador de Pietro Paolo Virdis. Con Van Basten lesionado y perdiéndose prácticamente toda la temporada, el Milan concentraba sus fuerzas en el torneo local (después de quedar eliminado en la segunda ronda de la Copa de la UEFA frente al Español por un global de 0:2), disputándolo ante el Napoli de Maradona. La victoria en el San Siro ante el campeón italiano por 4:1, marcaría el inicio de una apasionante remontada en la tabla de posiciones de la squadra rossonera. A solo tres jornadas del término del campeonato y con el Napoli aventajando al Milan por una unidad, el cuadro de Sacchi visitaba el Stadio San Paolo donde el equipo logró imponerse por 2:3, situándose como exclusivo líder. Luego del empate 1:1 contra el Como en la última jornada, el Milan conquistó su undécimo scudetto. Fue en esa liga donde nació el grupo y la denominación de Gli Immortali di Sacchi (los inmortales de Sacchi), además de dar inicio a uno de los períodos más gloriosos en la historia del club.
En la sucesiva temporada (1988/89), se configuró el legendario trío neerlandés (a casi cuarenta años del célebre GreNoLi) con el arribo de Frank Rijkaard, en reemplazo del argentino Claudio Borghi. El Milan daba inicio a la campaña disputando la recién instaurada Supercopa de Italia (la cual enfrenta a los ganadores del Scudetto y la Copa de Italia) ante la Sampdoria en el Giuseppe Meazza. Después de ir abajo en el marcador, logró imponerse por 3:1 gracias a los tantos de Graziano Mannari, Rijkaard y Van Basten. El equipo volvió a disputar la Copa de Campeones, donde en la segunda ronda se enfrentó al Estrella Roja de Belgrado. Después de igualar 1:1 en Milán, la squadra de Sacchi se vio en desventaja de 0:1, además de tener que disputar el resto del partido con un hombre menos (tras la expulsión de Virdis). A estas alturas, el partido tuvo que suspenderse momentáneamente a causa de una densa neblina, pero tras la reanudación, el cuadro rossonero logró igualar el marcador y forzar los penales, donde finalmente se impuso por 4:2. En cuartos de final se enfrentó al Werder Bremen alemán, al cual eliminó en una muy cerrada eliminatoria, después de igualar sin goles en Alemania y sentenciar todo tras un 1:0 en San Siro. La semifinal la disputó ante el Real Madrid, donde igualó en España (en un partido que lo tuvo como claro dominador y donde le anularon un legítimo gol) por 1:1 gracias a la contundencia goleadora de Van Basten. La definición se cerró gracias al memorable 5:0 en Milán. Esa victoria situó al Milan en la final que se disputó en el Camp Nou y frente al temible equipo rumano del Steaua Bucarest (campeones de Europa en 1986). La victoria contundente (magistral a nivel tanto táctico como técnico) de 4:0 dejó en evidencia el vistoso juego del equipo y las grandes individualidades que poseía, al ser Gullit y Van Basten (con una doppietta de cada uno) quienes concretasen los goles que le otorgaban al Milan, su tercera Copa de Campeones y su sexto título a nivel internacional. En el campeonato local, el equipo acabó en la tercera ubicación.

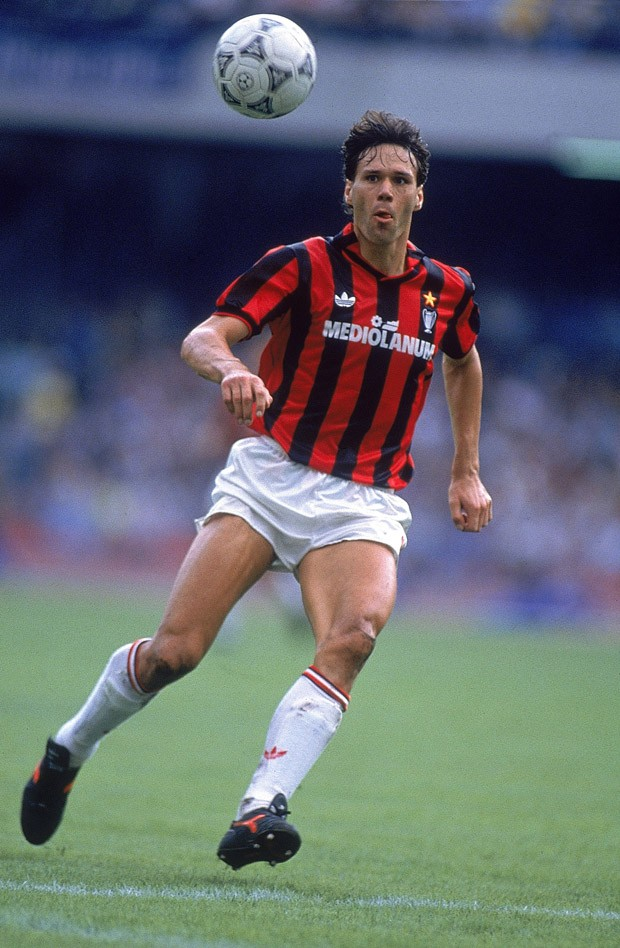
Marco van Basten, jugador del Milan entre 1987 y 1995, donde fue una de las piezas en la consecución del Scudetto, la Copa de Europa y la Copa Intercontinental, además de ser escogido como el mejor jugador de Europa y del Mundo.

Al igual que la temporada anterior, el club siguió encantando a Europa y al mundo con grandes actuaciones. La temporada de 1989/90, lo vio coronarse con la obtención de la primera Supercopa de Europa tras batir, con un único gol de Alberigo Evani en la ida (después de igualar 1:1 en España), al Barcelona. A ello se le sumó la conquista de la segunda Copa Intercontinental, tras vencer al Atlético Nacional de Colombia, en Tokio (Japón). En un disputado partido con ambos conjuntos jugando con una gran cautela y finalizando empate sin goles en el tiempo regular, el encuentro se definió en el minuto 118', tras un gol de tiro libre de Evani. El resto de la campaña tuvo a un Milan a un paso de conseguir el considerado trébol (La obtención del Campeonato, la Copa Nacional y la Copa de Campeones). El título de liga (con Van Basten como máximo goleador del torneo con 19 tantos) lo disputó palmo a palmo con el Napoli, cediendo la punta (compartida) a una jornada del término. En la Copa Italia, el Milan eliminó en semifinales al Napoli, tras empatar sin goles en Milán y vencer gracias a los tantos de Massaro y Van Basten, por 3:1 en la ida. De esta manera accedió a nueva final, la cual perdió por un global de 0:1 ante la Juventus. En el frente internacional, la squadra revalidó el título de campeón de Europa, después de un complejo tramo. Para la segunda ronda, el equipo volvió a enfrentar al Real Madrid, al cual eliminó después de imponerse por 2:0 en Italia y resistir un 0:1 en la ida. La llave de semifinales la disputó ante el Bayern de Múnich, al que derrotó por 1:0 en el San Siro y gracias a un gol vital de visitante, el equipo pudo sortear el 1:2 en contra en Alemania. De esta manera, el Milan accedió a su quinta final de la Copa de Campeones, la cual tuvo lugar en Viena, el 23 de mayo de 1990 y frente al Benfica. Gracias a una líneas organizadas y un solitario gol de Frank Rijkard al minuto 23' del tiempo complementario, el Milan añadió a sus vitrinas su cuarta orejona.
En la temporada de 1990/91 y tras la ida de Giovanni Galli al Napoli, el equipo se estrenó con la obtención de la segunda Supercopa de Europa, al derrotar a la Sampdoria por 2:0 en el San Siro (con goles de Gullit y Van Basten), después de haber logrado igualar 1:1 en la ida (gracias a un gol de Evani). Los dirigidos por Sacchi, también revalidaron la Copa Intercontinental, después de vencer claramente al Olimpia de Paraguay por 3:0, gracias a dos goles de Rijkaard (minutos 43' y 65') y uno de Giovanni Stroppa (minuto 61'). En la Liga de Campeones, la squadra rossonera disputó los cuartos de final ante el Olympique de Marsella. En el partido de vuelta y tras igualar 1:1 en Italia, el equipo se encontraba en desventaja de 0:1, cuando a pocos minutos del final, uno de los reflectores del estadio se apago. El Milan no volvió al campo en forma de protesta, una vez solucionado el problema técnico, por lo que se le imposibilitó la participación en Europa al año siguiente. En el campeonato local, el equipo acabó en la segunda ubicación tras la Sampdoria. Al final de la campaña, Arrigo Sacchi dimitió como entrenador para hacerse cargo de La Nazionale, con lo que el Milan iniciaba una nueva etapa al mando, una vez más, de Fabio Capello.
A lo largo de toda la temporada de 1991/92 y durante toda su carrera en el Milan, el entrenador friulano fue reconocido por sus dotes de gran motivador y por el de desarrollar un estricto trabajo con sus pupilos. Enfocándose en la obtención del campeonato de liga (el duodécimo de la Sociedad), Capello y el equipo lograrían su cometido en un campeonato récord, que les valió el apodo de «Gli Invincibili» (los invencibles). Con el registro de 56 puntos y sin conocer la derrota en aquel campeonato, el Milan se transformó en el segundo equipo italiano en terminar de manera invicta el campeonato (junto al Perugia de 1979) y el primero en ganarlo, manteniendo la imbatibilidad durante todo el proceso. Aquel conjunto obtuvo un total de 74 tantos (una media de 2 por partido), concretando algunos memorables partidos para el club, como el 5:0 al Napoli, el 5:1 a la Sampdoria (defensora del título) o el 2:1 al Rangers F. C. (el mejor equipo del planeta en aquella época). En el contexto individual, el Milan destacó al adjudicarse Van Basten (por segunda ocasión en su carrera) el título de capocannoniere con 25 goles. Entre 1991 y 1993 obtuvo el récord del mayor periodo invicto de las cinco grandes Ligas de Europa con 58 partidos.

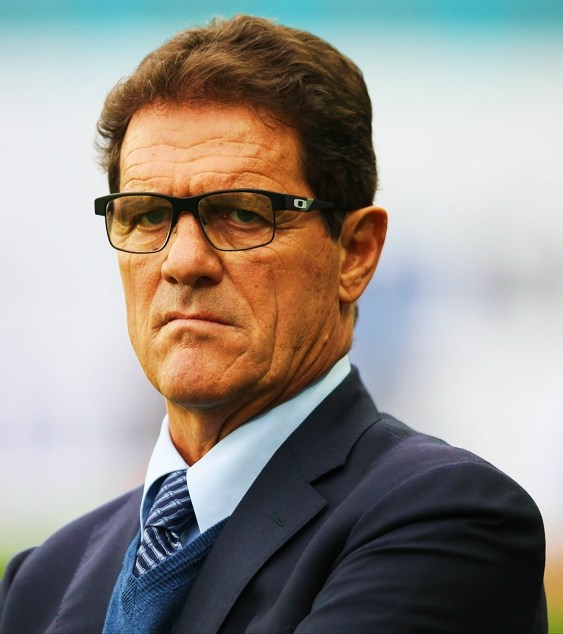
Fabio Capello, autor intelectual de uno de los ciclos más exitosos en la historia del Milan con nueve títulos conquistados.

Después de la obtención del scudetto récord, el Milan posaba sus ojos en Europa, pero sin dejar de lado otro suceso a nivel local. Durante la campaña de 1992/93, la sociedad adquirió, para el mercado estival, jugadores de calibre como el internacional francés Jean-Pierre Papin (Balón de Oro en 1991), el croata Zvonimir Boban, el montenegrino Dejan Savićević, y los italianos Stefano Eranio y Gianluigi Lentini. La temporada prosiguió la marcha triunfal del Milan de Capello al conquistar la segunda Supercopa de Italia, después de vencer al Rangers F. C. por 1:0, en un partido que comenzó con Van Basten concretando el primer desequilibrio y con Daniele Massaro finiquitando el duelo (a 20 minutos del término), luego del transitorio 0:0. En el campeonato de liga, el Milan logró extender a 58 los partidos sin conocer derrotas en la Serie A, toda una marca a nivel local y uno de los invictos más prolongadas en el plano internacional. Repitiendo el sólido camino (con emocionantes partidos como el 7:3 a la Fiorentina o el 5:4 al Pescara) del torneo precedente, el Milan mantuvo el liderazgo y el control del campeonato desde la primera jornada, culminando con el bicampeonato y la obtención del decimotercer scudetto. Lamentablemente para el club y después de trece jornadas, la plantilla perdió a Van Basten a causa de sus persistentes problemas físicos. Operado en Bélgica, el cigno di Utrecht se reencontraría con el grupo después de cinco meses de recuperación. En el campo continental de la Copa de Campeones (renombrada esa temporada como Liga de Campeones de la UEFA), los milanistas se confirmaban como una muy sólida escuadra al vencer sus diez partidos disputados, marcar 23 tantos y ver vencida su valla en tan solo una ocasión. El equipo finalizó primero de su grupo (teniendo de rivales al Goteborg, al PSV y al Porto) y accedió a disputar su sexta final, en un partido jugado en el Olympiastadion de Múnich ante el Olympique de Marsella. Contra todos los pronósticos, el equipo cayó por la cuenta mínima ante el cuadro francés. Aquel partido significó la última aparición en un campo de juego del gran Marco van Basten.

### El Ciclo de Transición y Gloria Europea del A.C. Milan (1993-actualidad)

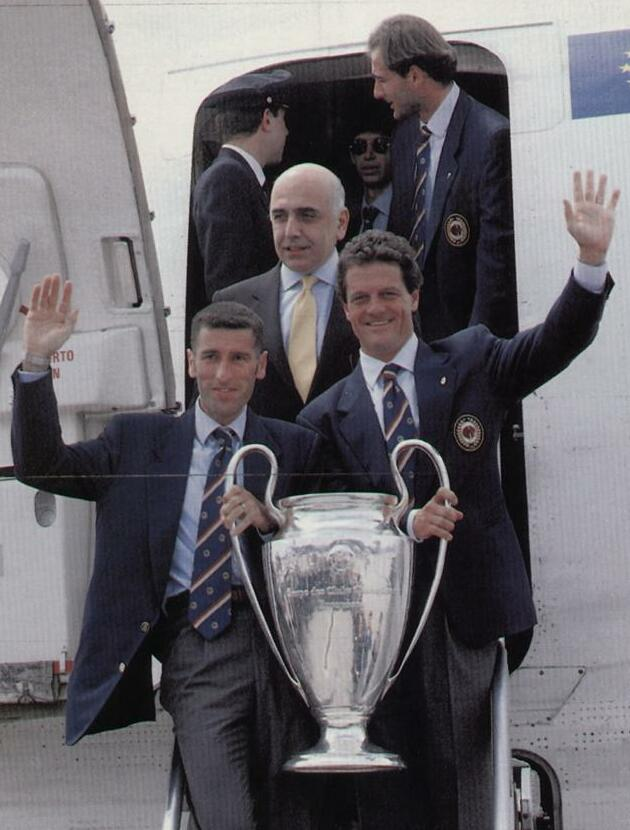
Fabio Capello, Adriano Galliani y Mauro Tassotti con la Trofeo de la Liga de Campeones 1993-94.

En la temporada de 1993/94, el Milan cambió nombres, como el del trío neerlandés (al ser Gullit y Rijkaard traspasados y Van Basten estar cerca del retiro por una serie de infortunios), Alberigo Evani (después de trece años con el club, fue cedido a la Sampdoria) y Gianluigi Lentini (víctima de un grave accidente automovilístico, quedó fuera del equipo por el resto de la campaña). Durante el mercado de fichajes, la plantilla acopló a jugadores como Brian Laudrup, Florin Răducioiu, Christian Panucci y (a mitad de la temporada) Marcel Desailly. Marco Simone se convirtió en un titular indiscutible y determinante en los resultados junto a Jean-Pierre Papin. En el inicio de la temporada, el Milan se adjudicó un nuevo trofeo al revalidar la Supercopa de Italia, después de vencer (en una final jugada en Washington, Estados Unidos) al Torino, con un único gol de Marco Simone a los cuatro minutos del primer tiempo. Liderando el campeonato local, el equipo disputó la Copa Intercontinental, el 12 de diciembre de 1993, en reemplazo del Olympique de Marsella, a raíz de los casos de corrupción ocurridos en el seno del club francés. Aquella final, jugada contra el São Paulo de Brasil, lo vio dos veces en desventaja, pero logrando igualar las acciones (Massaro al minuto 48' y Papin al 81'), aunque finalmente y a cuatro minutos del término, el equipo acabó cayendo por 2:3, en una disputada final. Para enero y febrero del año siguiente, el equipo participó (también por el caso de corrupción del Olympique de Marsella) en la Supercopa de Europa, la cual perdió ante el Parma, después de ganar por 1:0 en la ida (gol de Papin) y de caer por 0:2 en San Siro (con un gol en el quinto minuto del tiempo suplementario). En el campo local, el Milan lograría establecer un dominio en la Serie A, al conseguir el decimocuarto scudetto de la sociedad y el tercero de manera consecutiva (a dos jornadas del término del campeonato). Aquel torneo trajo números récord como la imbatibilidad del portero Sebastiano Rossi (929 minutos sin recibir un gol en la Serie A) y la cifra de goles en contra (15 en 34 jornadas). El prolífico año se cerraría en el plano europeo, al arribar invicto, a la tercera final de manera consecutiva de la Liga de Campeones (la séptima en la historia del club). El partido disputado en Atenas, el 18 de mayo de 1994, lo midió ante el Barcelona (el denominado Dream Team de Johann Cruyff). Sin ser considerado como favorito, el Milan jugó la que puede considerarse como la mejor final disputada por la sociedad en la Liga de Campeones. Con una doppietta de Massaro, un extraordinario gol de Savićević y la lápida de Desailly, los rossoneri lograron imponerse por un categórico 4:0. Así consiguieron llevar a Italia, la quinta orejona del club y el duodécimo trofeo a nivel internacional.
La era Capello continuaba en la senda del éxito al iniciar la temporada de 1994/95 con la obtención, en agosto, de la Supercopa de Italia (la cuarta del club y la tercera de manera consecutiva), en un partido disputado en el San Siro, donde el Milan se impuso a la Sampdoria por 4:3 en penales, después de empatar 1:1 en el tiempo regular y suplementario (con un gol de Gullit que igualaba el marcador a siete minutos del término de los noventa minutos). En un campeonato algo irregular, el equipo finalizó en la cuarta ubicación, pero no sin antes disputar la Copa Intercontinental 1994, la cual perdió por 2:0 ante el Club Atlético Vélez Sarsfield de Argentina y conquistar, en febrero del año siguiente, la tercera Supercopa de Europa de la sociedad y el decimotercer torneo a nivel internacional. Aquel trofeo lo obtuvo ante el Arsenal, al que, después de empatar sin goles en Inglaterra, se venció por 2:0 en Milán, tras sendos goles de Boban y Massaro (al minuto 41' y 67', respectivamente). En la Liga de Campeones, el equipo tuvo un duro escollo (en la fase de grupos) ante el Ajax, perdiendo ambos partidos ante el cuadro neerlandés. Los dirigidos por Capello, lograron imponerse a los demás rivales, pero teniendo que disputar sus dos últimos partidos de local en el grupo, en un campo neutro de la ciudad de Trieste, tras un incidente en la victoria del equipo por 3:0 ante el Austria Salzburgo, en San Siro. Al Milan se le penalizó con dos puntos, por lo que se clasificó gracias a la diferencia de goles (después de totalizar cinco unidades). En cuartos de final se midió al Benfica, al cual eliminó por un global de 2:0 (2:0 en Milán e igualdad sin goles en Lisboa), accediendo a semifinales donde logró dejar en el camino al Paris Saint-Germain, tras lograr ganar por 0:3 en la ida y finiquitar en el San Siro tras empatar 0:0. De esta manera, el Milan accedió a disputar su quinta final en siete años y la tercera de manera consecutiva. El partido decisivo tuvo lugar en Viena, el 24 de mayo de 1995 y ante el Ajax, donde, en una muy disputada final, el equipo cayó tras un único gol de Patrick Kluivert, a dos minutos del término del tiempo regular.
La temporada de 1995/96, la última del ciclo de Capello y del decennio d'oro del Milan, dio inicio con la llegada de Il Codino Roberto Baggio (Balón de Oro en 1993) y del atacante liberiano, George Weah (proveniente del Paris Saint-Germain). Bajo la guía de Big George (autor de once goles), Baggio y Marco Simone, el Milan logró establecerse en la punta con una cómoda ventaja de ocho puntos sobre la Juventus, en un campeonato plenamente dominado por la squadra rossonera, conquistando así, el decimoquinto título de liga de la sociedad. En la Copa UEFA y después de un sólido camino, el equipo cayó en cuartos de final por 0:3 ante el Girondins de Bordeaux (en Francia), después de haber ganado por 2:0 en el partido de ida disputado en el San Siro.
El Milan inició la temporada 1996/97 al mando del uruguayo Óscar Washington Tabárez, quien fichó a jugadores como Christophe Dugarry, Edgar Davids, Michael Reiziger, Pietro Vierchowod, entre otros. El primer torneo en el que compitió fue la Supercopa de Italia (siendo la quinta vez que la disputaba) la cual perdió 1:2 ante la Fiorentina. En la Liga de Campeones, el equipo acabó eliminado en la fase de grupos, tras perder 2:1 ante el Rosenborg. Tabárez fue reemplazado por Arrigo Sacchi, pero no pudo revertir la suerte del equipo, que terminó en la undécima posición. Al final de la temporada, se despidieron los históricos Franco Baresi (retirando el dorsal número 6 en su honor) y Mauro Tassotti.
En la temporada 1997/98 Fabio Capello tomó nuevamente las riendas del equipo. Entre las contrataciones que solicitó y los dirigentes consiguieron estaban jugadores como Christian Ziege, Ibrahim Ba, Patrick Kluivert, Giampiero Maini, Massimo Taibi, Winston Bogarde, Maurizio Ganz, Jesper Blomqvist, Steinar Nilsen, Andreas Andersson y Leonardo. A pesar de ello el equipo acabó en la décima casilla de la Serie A. En la Copa de Italia (torneo donde se destacó el 5:0 al Inter de Milán en cuartos de final), logró acceder a la final, la cual perdió ante la Lazio por un marcador global de 2:3.
En la temporada 1998/99, el Milan puso en las manos de Alberto Zaccheroni su esperanza de un repunte en un año de gran carga simbólica al tratarse del centenario de la asociación. Con un juego ofensivo, un inusitado módulo 3-4-3 y los fichajes de jugadores como Oliver Bierhoff, Roberto Ayala, Luigi Sala, Bruno N'Gotty, Federico Giunti, Andrés Guglielminpietro y Thomas Helveg; Zaccheroni, Zac para los tifosis, daba inició a una temporada que tenía contemplada una plaza a la Liga de Campeones. Hacia el final de la campaña, el equipo logró una racha de seis victorias consecutivas lo que lo dejó en la primera ubicación, por delante de la Lazio, dirigida entonces por Sven-Göran Eriksson. La definición se resolvió en la última jornada, donde el Milan logró su séptima victoria en línea al imponerse 2:1 sobre Perugia en condición de visitante, por lo que el cuadro rossonero obtuvo su decimosexto scudetto.
La temporada de 1999/00 se iniciaba con la adquisición del ucraniano Andriy Shevchenko (procedente del Dinamo de Kiev) y el duelo por la Supercopa de Italia, el cual se perdió por un marcador de 1:2, ante el Parma. El retorno al ámbito internacional, finalizó con la eliminación en fase de grupos de la Liga de Campeones, al perder por 2:3 ante el Galatasaray de Turquía. El equipo concluyó cuarto en la liga, por lo que accedió a disputar la fase previa de la Liga de Campeones.
En agosto, el Milan comenzó la temporada de 2000/01 ganando la llave eliminatoria ante el Dinamo Zagreb gracias a un 6:1 global, pero al caer eliminado en la (por entonces) segunda fase grupos y en vista de una hipotética final en su estadio, Zaccheroni era sustituido por Cesare Maldini. El equipo finalizó en la sexta ubicación, por lo que accedió a disputar la Copa de la UEFA. La histórica goleada 6:0 al Inter de Milán es el suceso más recordado de aquella temporada.
Para el inicio de la temporada 2001/02 y con el turco Fatih Terim como nuevo director técnico, el Milan fichó a jugadores como Manuel Rui Costa, Filippo Inzaghi, Andrea Pirlo, Cristian Brocchi y Alessandro Nesta. Tras un inicio de campaña decepcionante, Terim fue reemplazado por Carlo Ancelotti, quien se mantendría hasta 2009 como entrenador rossonero, abriendo un nuevo ciclo de éxitos. En la Serie A, el equipo logró el cuarto puesto (que daba acceso a la fase previa de la Liga de Campeones) en la liga y posteriormente llegó hasta semifinales de la Copa de la UEFA, donde fue eliminado por el Borussia Dortmund, después de caer por 0:4 en Alemania y de ganar por 3:1 en el San Siro.

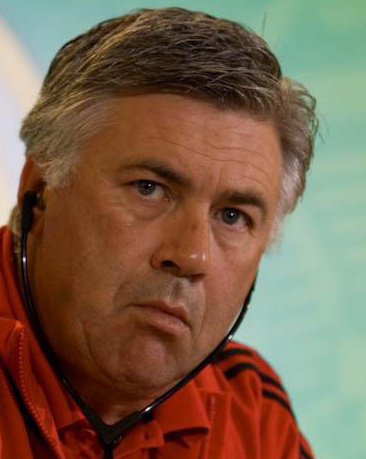
Carlo Ancelotti ganó la Liga de Campeones de la UEFA en dos ocasiones como entrenador del Milan.

La temporada siguiente disputaría en el estadio Old Trafford, la final de la Liga de Campeones contra la Juventus, siendo la primera final disputada entre equipos italianos en esta competición. El cuadro rossonero se impuso por penaltis 3:2 después de un empate sin goles. El ucraniano Andriy Shevchenko fue el encargado de ejecutar el penal decisivo que le otorgaba al Milan su sexta Copa de Europa. Tres días después de la gloria europea, el Milan disputó (en el estadio San Siro) el partido de vuelta en la final de la Copa de Italia, ante la Roma (a la cual había vencido por 4:1 en la ida). A pesar de verse abajo por dos goles en el marcador, el descuento de Rivaldo otorgaba una mayor tranquilidad al cuadro milanés. El marcador no se movía y para el tercer minuto de descuento, cuando los dados ya estaban echados, Filippo Inzaghi igualó el encuentro para el 2:2 definitivo. De esta manera, el Milan se consagraba por quinta vez como campeón de la Copa de Italia.

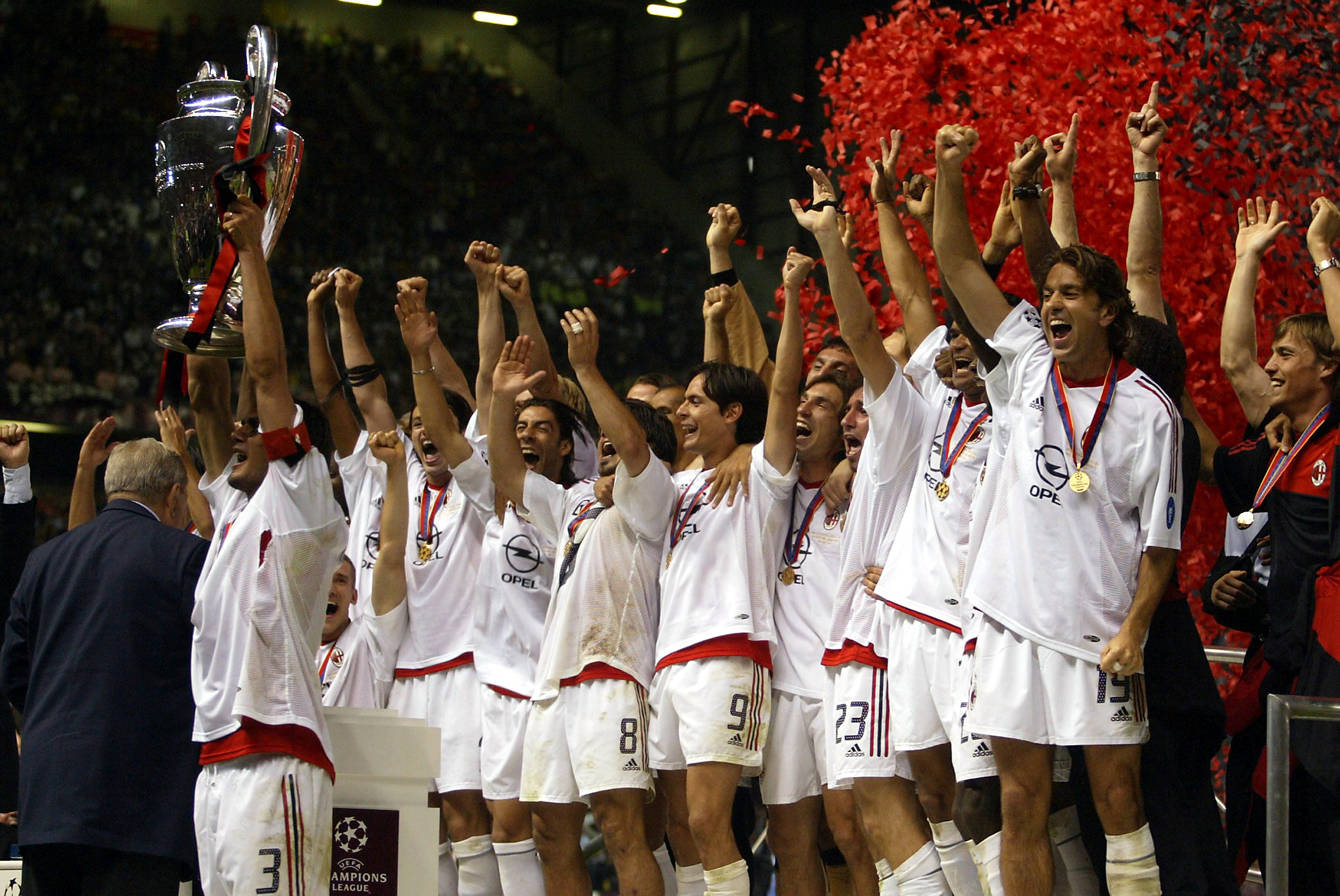
Los jugadores del A. C. Milan con el Trofeo de la Liga de Campeones de la UEFA 2002-03.

Ya en el inicio de la temporada 2003/04 y tras el arribo de la joven promesa brasileña Kaká, junto al también brasileño Cafú y el italiano Giuseppe Pancaro, el Milan disputó la Supercopa de Europa frente al Porto sobre el cual se impuso gracias a un solitario gol de Andriy Shevchenko, añadiendo así a sus vitrinas, su cuarta Supercopa Europea y el decimoquinto trofeo internacional. Para el epílogo de 2003, se disputó la Copa Intercontinental, ante Boca Juniors de Argentina, perdiendo la final por penaltis. Después de un repunte en la liga, logró establecerse en la punta con relativa comodidad y no la soltó, conquistando su decimoséptima liga a dos jornadas del término.
En la temporada 2004/05 logró su quinta Supercopa de Italia al vencer a la Lazio por 3:0 (con una tripleta de Andriy Shevchenko). En el marco internacional, alcanzaba su décima final de la Liga de Campeones venciendo en el camino a escuadras como el Manchester United (en octavos de final y ganando ambos cotejos), el Inter (en cuartos) y el PSV (en semifinales y gracias a un gol clave en los últimos minutos de Massimo Ambrosini en el partido de vuelta). Disputando su segunda final en tres años, cayó por penaltis ante el Liverpool después de un empate de 3:3 perdiendo una ventaja de 3:0.

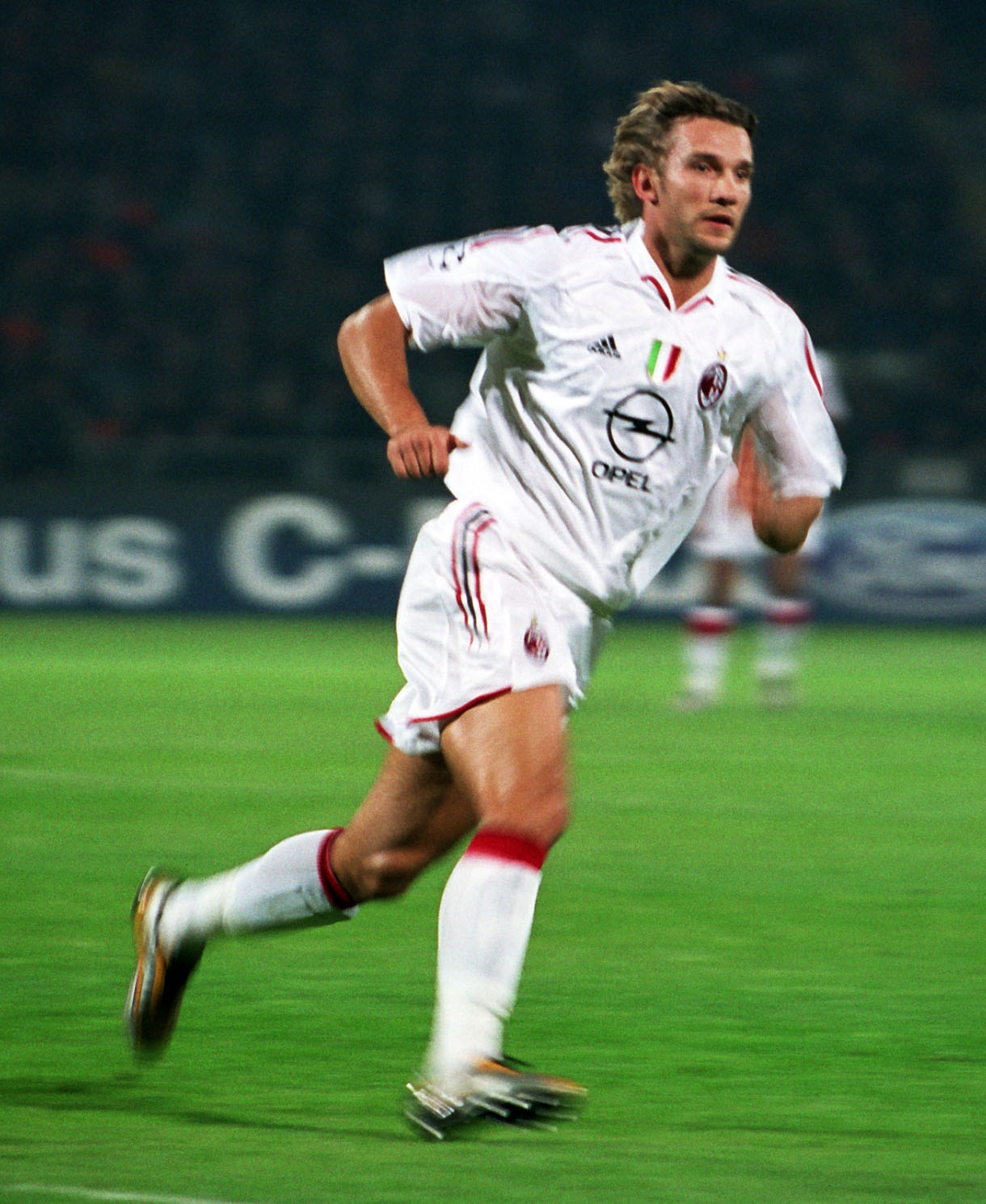
Andriy Shevchenko, segundo goleador histórico del Milan.

En la temporada de 2005/06, sigue siendo protagonista del campeonato local y la Liga de Campeones, llegando en esta última a semifinales, tras vencer (en dramáticos partidos de vuelta en San Siro) al Bayern Múnich (en octavos de final y gracias a un categórico 4:1 en Milán) y al Olympique de Lyon (en cuartos de final y resolviendo la eliminatoria en los últimos minutos por 3:1). Cayó, en la que fue una disputada semifinal, ante el Barcelona por un marcador global de 0:1.
Tras el denominado Moggigate, donde recibió sanciones después de haber pedido jueces de línea internacionales tras las polémicas sufridas en el partido ante el Siena (derrota de 1:2 con fallos arbitrales que le costaron al club rossonero el título), el Milan dio inicio a la liga 2006/07 con una penalización de 15 puntos (la cual se redujo a ocho) y de 30 en la temporada anterior (2005/06), lo que se tradujo en fichajes de bajo perfil. La situación se agravó aun más, tras la salida de Andriy Shevchenko del club. A pesar de los contratiempos, logró disputar la Liga de Campeones, donde se dio inicio a una campaña épica la cual emprendió desde cero, partiendo por eliminar (en la tercera fase previa) al Estrella Roja de Belgrado (después de ganar 1:0 en el San Siro y 2:1 en la ida), con lo que accedió a la fase grupos. Durante el resto del torneo, logró dejar en el camino a equipos como el Celtic (en octavos de final por 1:0 en San Siro y en el tiempo de alargue, después de haber empatado sin goles en Escocia), el Bayern de Múnich (en cuartos de final empate 2:2 en Italia y 0:2 en Alemania) y el Manchester United en semifinales (cayó en un partido de infarto en Old Trafford por 3:2 y luego ganó por un claro y más que justo 3:0 en San Siro con una gran actuación de Clarence Seedorf y Kaká). Tras aquel largo tramo, el equipo accedió a su undécima final en esta competición. El duelo decisivo (jugado en Atenas) lo tuvo, una vez más, cara a cara frente al Liverpool, sobre el cual se impuso por 2:1 gracias a los dos goles de Filippo Inzaghi. De esta manera alcanzó su séptima corona europea y la decimosexta a nivel internacional.
En la temporada 2007/08, el Milan disputó, por octava ocasión en su historia, la Supercopa de Europa ante el Sevilla español, sobre el cual se impuso por 3:1, adjudicándose por quinta ocasión dicho trofeo. Posteriormente, tras vencer a Boca Juniors por un marcador de 4:2, se transformó en el primer club europeo en obtener la Copa Mundial de Clubes y en el club más laureado a nivel internacional hasta entonces con 18 títulos internacionales. El cuadro rossonero arribó hasta octavos de final en la Liga de Campeones, donde quedó eliminado ante el Arsenal (derrota en San Siro por 0-2). En la Serie A finalizó en una decepcionante quinta ubicación, clasificándose para la Copa de la UEFA.
Para la temporada 2008/09, el Milan anunció el fichaje de Ronaldinho. En la Serie A, el conjunto milanista terminó en tercer puesto, igualado a puntos con la Juventus, que obtuvo la segunda posición. En la Copa de la UEFA quedó eliminado por diferencia de gol ante el Werder Bremen en los dieciseisavos de final, tras igualar a un gol en Alemania y a dos en Italia en el partido de vuelta. En la Copa de Italia quedó eliminado ante la Lazio después de perder 1:2 en partido único. Al final de la temporada y tras lograr la clasificación directa a la Liga de Campeones, Carlo Ancelotti fue destituido (cerrando un ciclo donde ganó, entre otras cosas, 2 Ligas de Campeones y un Scudetto) y reemplazado por Leonardo, mientras que Paolo Maldini se retiró del fútbol tras jugar toda su carrera (25 temporadas, 999 Partidos oficiales) en el Milan. En esta temporada volvió al club en calidad de cedido solo por un año el delantero ucraniano Andriy Shevchenko, pero su rendimiento fue bastante inferior al de las otras temporadas en las que se convirtió en un mito.
Tras la decisión de Carlo Ancelotti de dimitir y firmar por el Chelsea de Inglaterra, Adriano Galliani oficializó como nuevo director técnico al brasileño, y antiguo jugador del club, Leonardo. Tras la resonante venta de Kaká al Real Madrid, el Milan concreta pocas contrataciones, integrando durante el proceso a jugadores filiales, como Ignazio Abate y Luca Antonini. Los pocos fichajes, la avanzada edad de los jugadores y las lesiones, diezmaron al equipo que sufrió vergonzosas derrotas, como sendos 4-0 ante Inter de Milán y Manchester United. Aun así, Leonardo modificó el juego y esquema del cuadro rossonero, pasando del 4-3-1-2 a 4-3-3. Leonardo también revaloró ciertos jugadores como Ronaldinho, Massimo Ambrosini, Marco Borriello o Luca Antonini. Tras concluir la temporada, el cuadro lombardo finalizó en la tercera ubicación de la Serie A, con 70 puntos, quedando, a su vez, eliminados en los cuartos de final de la Copa Italia frente al Udinese, tras caer en condición de local por 0-1. En el plano internacional, fueron eliminados en octavos de final ante el Manchester United por un global de 7-2, aunque cabe destacar la victoria en la fase de grupos por 3-2 en el Santiago Bernabéu ante el Real Madrid, acción que nunca había sido capaz de lograr el conjunto italiano. Al terminar la temporada, Leonardo fue destituido, asumiendo en su cargo el prometedor Massimiliano Allegri.
La temporada 2010-11 comenzó con gran entusiasmo. La entidad finiquitó importantes incorporaciones como Zlatan Ibrahimović y Robinho, además de otras menores como las de Kevin-Prince Boateng, Marco Amelia o Mario Yepes. Gracias a esto, los abonos se dispararon en comparación con la pasada temporada, generando una mayor expectativa. Durante el primer semestre, el equipo rossonero logró afianzarse a la primera posición de la tabla, y logra consagrarse campeón de invierno tras el infartante empate de local con Udinese 4-4.
Después de una temporada regular en Champions League, quedó eliminado en octavos de final por marcador global de 1-0 ante el Tottenham inglés. En Copa Italia quedó eliminado en semifinales ante el Palermo con un global de 4-3. En cambio, en la Serie A se alzó con el Scudetto 2011 en la fecha 36, a falta de 2 jornadas del final, en el partido contra la Roma en el Estadio Olímpico, donde logró un resultado de 0-0 que le otorgó el punto necesario para lograr el título, terminando con 5 años de hegemonía del Inter. El 6 de agosto de 2011 el Milan ganaría su sexta Supercopa de Italia, venciendo 2-1 al Inter, en Pekín con goles de Zlatan Ibrahimović y de Kevin-Prince Boateng, tras ir perdiendo por un gol de Wesley Sneijder de tiro libre, transformándose en el equipo que más veces vence esta competición. El Milan puede jactarse de que es el único equipo de todos los que han ganado en alguna oportunidad la Supercopa transalpina que lo hizo en tres países diferentes de tres continentes. Amén de ganarla cuatro veces en Italia, la ganó en Estados Unidos en 1-0 al Torino y, ahora, en China.
En la temporada 2011-2012 sembró ciertas dudas conforme al rendimiento del equipo ya que los empates y derrotas eran constantes, no obstante, el rendimiento del equipo aumentó de forma impresionante, terminando campeón de invierno junto con su principal contrincante al Scudetto; la Juventus -equipo con el que pelearía el plano nacional, tanto en la Serie A como en la Copa Italia. Teniendo a un equipo poderoso y competitivo, empezó con mucho entusiasmo la segunda parte del torneo peleando mano a mano con la Juventus y demostrando que es uno de los principales favoritos a llevarse la "Orejona", solo por detrás del F. C. Barcelona, Real Madrid y el conjunto alemán Bayern de Múnich. Ya en Octavos de final goleó al Arsenal FC con un marcador de 4-0, Kevin Prince Boateng inició el festín en San Siro con un golazo de volea seguido de Robinho (2) y Zlatan Ibrahimović de penal -este último asistió dos goles y prácticamente sentenció la eliminatoria-. Tal derrota pasó a la historia negra del Arsenal F. C. como la derrota más abultada en competencias europeas y así el A.C. Milan puso fin a una mala racha de no poder ganar a equipos ingleses y no poder pasar de Octavos de final, ambas desde 2008, ahora se enfrentará en cuartos de final de nuevo contra el F. C. Barcelona luego de verse las caras en fase de grupos (empataron 2-2 en Nou Camp y el Milan se fue derrotado en casa por 2-3 luego de un dudoso penal que el árbitro le cobró a Alberto Aquilani). En la Copa Italia quedaron en semifinales peleando el pase a la final con la poderosa Juventus, tras perder 1-2 en San Siro y empatar 2-2 en un partido fatídico en el Juventus Stadium.
Sin embargo, las lesiones se han terminado de llevar la temporada del rossonero, llegando a confrontar la eliminatoria de cuartos de final ante el Barcelona con hasta 7 bajas (Abate, Thiago Silva, van Bommel, Flamini, Muntari, Cassano y Pato) aunado a que, jugadores como Nesta, Seedorf, Boateng y Robinho no jugaron al tope de sus condiciones. Así, el Milan abriría la eliminatoria en San Siro, ante un espectacular mosaico de su afición, con un equipo plagado de jugadores veteranos, algunos en baja forma física producto de lesiones recién recuperadas, para enfrentar al Barcelona. El partido de ida terminó en un empate sin goles, que alimentaba las esperanzas milanistas de obtener la clasificación en el Camp Nou. Pero en partido de vuelta comenzó perdiendo con un penalti a Lionel Messi de Luca Antonini. Luego tendría la clasificación en sus manos cuando Nocerino, tras una jugada colectiva define y ponía el 1 a 1 en el minuto 28. Luego, el Barcelona dispuso de otro penalti que Messi transformaría en gol al final del primer tiempo, dejando en total desventaja al equipo rossonero que no pudo recomponerse de ese golpe y terminó cayendo por 3-1. Finalmente, el equipo, tras una temporada muy peleada con la Juventus, termina en la segunda posición, a solo cuatro puntos de la vecchia signora.
Después de la temporada 2011 - 2012, para Massimiliano Allegri estaba bastante claro que el AC Milan necesitaba un cambio de aires, ya que muchos jugadores tenían una edad avanzada para seguir dándole al Milan la categoría y forma de sus mejores años, después de un claro declive en los últimos tiempos. En consecuencia, la directiva decidieron darle salida a jugadores de la época dorada como Gennaro Gattuso, Clarence Seedorf, Alessandro Nesta, Filippo Inzaghi entre muchos otros, además de una crisis económica que obligó al equipo a vender a sus mejores jugadores, como Thiago Silva y Zlatan Ibrahimović al PSG francés.
A pesar de no contar con una gran inyección económica, el club realiza fichajes como los de Nigel de Jong, Bojan Krkić, Riccardo Montolivo, Cristian Zapata, Francesco Acerbi entre muchos otros, para rejuvenecer la plantilla, y de la mano de Massimiliano Allegri tener una nueva generación de jugadores que construyeran una nueva historia en el AC Milan y de esa manera, tener un equipo competitivo y más joven.
Sin embargo, la temporada para los rossoneri no marchó según lo previsto, ya que en las primeras jornadas perdió varios encuentros, incluso rozando la zona del descenso en las primeras jornadas. La pérdida de abonos económicos producto de las salidas de Thiago Silva y Zlatan Ibrahimović, centró más en la crisis al equipo milanista, sin embargo, el míster del Milan Massimiliano Allegri afirma que no hay que perder la calma y que todo es parte de un proceso que poco a poco dará resultados, y dijo también, que el Milan para la temporada 2012-13 no ganaría el Scudetto, lo que generó el reproche de su mánager Adriano Galliani quién dijo que el equipo estaba en función de pelear por la liga esta temporada. A pesar de los resultados dispares, es destacable de la temporada 2012-13 la escalada al tercer puesto del campeonato, la victoria sobre la Juventus por uno a cero en San siro y finalmente, la imponente victoria por dos a cero frente al Barcelona de España, por la Champions League, aunque cayó eliminado en el partido de vuelta en el Camp Nou por cuatro a cero.
Pero luego de que el cuadro lombardo desmintió todas las especulaciones acerca de un posible fichaje de Mario Balotelli, alegando razones económicas (ya que el Milan anunció que no podrá gastar mucho dinero en jugadores debido al fair play financiero, y el Manchester City pedía cerca de 37 millones de euros por el delantero italiano), y que el consejero delegado del club, Adriano Galliani, afirmó que "en un 99,95% Balotelli no llegará al Milan", el 29 de enero de 2013, se concretó el fichaje por 20 millones de euros por "Turbo Mario", convirtiéndose en el gran fichaje de esta nueva era rossonera, uniéndose a las nuevas grandes estrellas rossoneras Stephan El Shaarawy y M'Baye Niang para tratar de formar una delantera temible de cara al cierre de la Serie A 2012-2013. Finalmente, y gracias al aporte de Balotelli, el Milan logró un 3.º lugar en el campeonato italiano, que le permitía jugar la fase previa de la UEFA Champions League 2013-2014.
Para la campaña 2013-2014, tanto de la Serie A, como Liga de Campeones, el Milan sigue con su nuevo modelo e incorpora, con poco gasto, a Andrea Poli, desde la Sampdoria (a cambio del 50% de la ficha del defensa polaco Bartosz Salamon, y Riccardo Saponara, proveniente del Empoli de la Serie B, también llegaría cedido desde el eterno rival, el Inter de Milán, el defensor argentino Matías Silvestre. Finalmente concretaron la venta del mediocampista ghanés Kevin-Prince Boateng al Schalke 04, y con dinero fresco adquirieron al delantero Alessandro Matri, desde la Juventus por 11 millones a pagar en 4 partes. Pero lo mejor estaba por venir: Kaká regresaría al club donde logró sus mayores éxitos, proveniente del Real Madrid, aterrizando gratis en San Siro y firmando por 2 años.
El Milan comenzó su camino en la UEFA Champions League desde la fase previa, donde le tocó disputar una dura eliminatoria con el PSV Eindhoven neerlandés, con el cual empató 1-1 en Eindhoven, gol de El Shaarawy; y los despacharon en el San Siro por 3 a 0, con doblete de Kevin-Prince Boateng (antes de abandonar la institución) y gol de Mario Balotelli. En el sorteo cayó en el grupo H, de nuevo se enfrentaron al F. C. Barcelona, al Celtic F. C. escocés y al A. F.C. Ajax neerlandés. Lograrían el pase a los octavos de final como segundos de grupo, con 9 puntos.
El comienzo de los rossoneri en el Calcio no fue el esperado, ya que se encontraban perdidos en mitad de la tabla tras 12 jornadas, siendo uno de los peores arranques de campeonato en décadas. En noviembre de 2013, Adriano Galliani anuncia su intención de dimitir tras 29 años en el club rossonero, una posibilidad que fue desmentida por Silvio Berlusconi.
El 13 de enero de 2014, Massimiliano Allegri fue destituido después de que el Milan perdiese por 4-3 ante el recién ascendido US Sassuolo, terminando la primera vuelta de la Serie A en una mediocre 11.ª posición, a 30 puntos del líder, la Juventus. Al día siguiente, se confirma el fichaje del exfutbolista rossonero Clarence Seedorf como nuevo entrenador para las próximas 2 temporadas y media, con el objetivo de enderezar el rumbo de un equipo en crisis. Seedorf debutó con triunfo en la Serie A (ganó 1-0 contra el Hellas Verona), pero no pudo evitar la eliminación del Milan en cuartos de final de la Coppa (derrota 1-2 frente al Udinese) ni en octavos de final de la Liga de Campeones (resultado global de 5-1 frente al Atlético de Madrid; el Milan solo pasó una vez de los octavos de final de 2010 a 2014). Aunque finalmente se mejoraron los resultados en la Liga (22 puntos en la primera vuelta contra 35 en la segunda), no fue suficiente para acceder a una competición europea, algo que no sucedía desde 1998.
Tras esta decepcionante temporada, el Milan decidió apostar por Filippo Inzaghi como nuevo técnico, tras un polémico despido del neerlandés Clarence Seedorf, después de solo estar seis meses en la dirección del primer equipo, además de los rumores que lo señalan por haber creado divisiones y fisuras dentro de la plantilla. Para afrontar el curso 2014-15, se destacó por la vuelta del defensor Adil Rami con un acuerdo entre el Valencia C. F., el Milan y el propio jugador, que abonó la suma restante. Por otro lado, se contrata al brasileño Alex, el jugador francés Jérémy Ménez y el portero Michael Agazzi, todos ellos como agentes libres, demostrando una vez más una fuerte crisis financiera dentro del club que no ha hecho incorporaciones de renombre, hasta ahora. Sin embargo, como puntos positivos, hay que tener en cuenta el ascenso al primer equipo del promisorio canterano, el nacionalizado italiano Hachim Mastour de apenas 16 años que ya es señalado por algunos medios como un "fenómeno". En cuanto a las salidas, tras un acuerdo entre las partes el otrora mejor jugador del mundo e ídolo del club, el brasileño Kaká abandona el club para sumarse al São Paulo F. C. durante los próximos meses, además de las salidas de Adel Taarabt y Bryan Cristante. Como nuevas incorporaciones cabe destacar las del fichaje del portero del Real Madrid Diego López, Pablo Armero procedente del Napoli, la salida de Mario Balotelli al Liverpool inglés, las llegadas de Fernando Torres y Marco van Ginkel; ambos procedentes del Chelsea FC, y el fichaje de Giacomo Bonaventura del Atalanta.
A pesar de todas las salidas y las pocas incorporaciones de calidad, el equipo dirigido por Filippo Inzaghi ganó el Trofeo Tim el 23 de agosto de 2014, luego de ganar con un marcador de 1-0 a la Juventus y 2-0 al Sassuolo. También comenzó la Liga con buen pie, al ganar los dos primeros partidos; pero pese a mejorar sus números, la igualdad en la lucha por la tercera posición, con la aparición de nuevos rivales como Sampdoria o el Genoa, provoca que el Milan llegue a la pausa de Navidad en séptimo puesto.
Ya en el 2015 el Milan anuncia la incorporación de Alessio Cerci, proveniente del Atlético de Madrid, Mattia Destro cedido hasta final de temporada por el AS Roma, Suso, Gabriel Paletta, Salvatore Bocchetti y Luca Antonelli, fichajes que le traerán algo más de juventud y ataque a un equipo que carece de jugadores con estas características, además de ser jugadores que de una u otra manera, o regresaron a Italia por su deficiente actuación en sus clubes o en la misma liga italiana. El conjunto rossoneri cerró la primera vuelta en una decepcionante 8.ª posición tras una alternancia entre derrotas y empates. Aunque se esperaba un balance positivo en el arranque de la segunda mitad de temporada, el Milan de Inzaghi se desmoronó en las primeras fechas, llegando incluso, a estar varios partidos sin conocer la victoria, alternando derrotas y empates humillantes para la escuadra como el obtenido por 2-2 frente al Hellas Verona, demostrando que el Milan aún no ha podido levantar cabeza, salvo contados encuentros en la liga italiana a pesar de tanto los fichajes de invierno como del rendimiento de los clubes con los que está luchando el Milan en mitad de tabla. A falta de 3 jornadas para terminar el campeonato, el equipo milanista se quedó sin opciones de jugar competiciones europeas por segundo año consecutivo, terminando como 10.º clasificado.
Pocos días después, la entidad anunciaba el cese de su entrenador Filippo Inzaghi, quien es relevado por Siniša Mihajlović. Paralelamente, se confirma las negociaciones por la venta del 48% de las acciones del club al inversor tailandés Bee Taechaubol, quien en un principio buscaba hacerse con el 100% de las acciones del equipo lombardo pero que tras las negociaciones en Árcore accedió a mantener (de prosperar las negociaciones) el 52% de porcentaje accionario de Silvio Berlusconi. A pesar de varios inconvenientes en las negociaciones, estas se mantienen en un punto precontractual, dado que no hay todavía ningún acuerdo total entre las partes.
Tras dos campañas mediocres, el club realizó grandes inversiones en el mercado de fichajes 2015-2016: el delantero colombiano Carlos Bacca, comprado por 30 millones de euros al Sevilla, el mediocampista italiano Andrea Bertolacci, adquirido por 20 millones de euros desde la Roma pero que jugó en el Genoa y el delantero brasileño Luiz Adriano, que llegó por 8 millones de euros desde el Shajtar Donetsk ucraniano o el italiano Alessio Romagnoli. Estos fichajes esperan potenciar la producción goleadora del equipo y la idea del nuevo entrenador, el serbio Siniša Mihajlović, con el esquema 4-3-1-2, que ha variado varias ocasiones a lo largo de la temporada en juego, pasando por el 4-3-3 hasta el 4-4-2.
En el comienzo de la pretemporada 2015/2016 en el International Champions Cup 2015 debutó ganándole al Inter de Milán por 1-0 en China.
El 12 de abril de 2016, es despedido el entrenador serbio Siniša Mihajlović tras la derrota ante la Juventus por 2-1 en San Siro, y es reemplazado por el exjugador milanista Cristian Brocchi. El cambio en el banquillo no sirvió para que el Milan se clasificara para ninguna competición europea, pues pasó de sexto a séptimo en la Serie A y perdió la final de la Copa Italia en los últimos partidos de la temporada.
El 26 de junio de 2016, Brocchi renuncia a su cargo en el club. Dos días después, Vincenzo Montella asume como nuevo director técnico del equipo rossonero; a su llegada se suman las de Gianluca Lapadula y la de Leonel Vangioni.
El 5 de agosto de 2016, se confirma que Silvio Berlusconi vende el 99,93% de sus acciones del equipo al grupo inversor chino Haixia Capital por aproximadamente 740 millones de euros, convirtiéndose en el máximo accionista del club.
El 23 de diciembre de 2016 se coronó campeón de la Supercopa italiana bajo la dirección de Vincenzo Montella superando a la Juventus en la tanda de penaltis, después de empatar 1-1 en el tiempo reglamentario; este fue el primer título oficial del club rossonero en cinco años.
Luego de varios meses de intensas negociaciones, el 13 de abril de 2017 se hace oficial y de forma formal, la venta del club, convirtiendo a Li Yonghong, número uno del grupo chino, en nuevo presidente de la entidad.
El 21 de mayo del 2017 en un partido contra el Bologna válida para la fecha 37 de la Serie A, con resultado 3-0 a favor de los locales, el Milan asegura el Sexto puesto de la Liga, por lo que ocupa la última plaza disponible para participar en la Europa League, pudiendo jugar la Tercera Ronda Previa para la siguiente temporada. Esta sería la primera vez que el Milan jugaría en competencias europeas desde la Temporada 2013-2014.
El nuevo A. C. Milan echó a andar con un nuevo consejo de administración. Después de que él se cerrara definitivamente la venta del club por parte de Silvio Berlusconi, el consorcio chino que se hizo con el 99,93% del capital introdujo los primeros cambios. Se trata del consejo de administración, antes dominado por la familia del ex primer ministro italiano y esta vez formado por representantes de la nueva propiedad y reconocidos personajes del mundo empresarial.
Entre ellos Marco Patuano, que entre 2011 y principios de 2016 fue consejero delegado del grupo de telecomunicaciones Telecom Italia. También han entrado Roberto Cappelli, que es socio de una firma italiana de fusiones y adquisiciones, y Paolo Scaroni, exconsejero delegado de la energética Enel. Junto a ello, estarán Yonghong Li, nuevo máximo accionista y quien ha asumido la presidencia; Lu Bo; David Han Li, y Xu Renshuo.
También estaría Marco Fassone, cuyo nombramiento como consejero delegado ya fue anunciado hace unos meses. Él sería el encargado de poner en práctica el proyecto de Yonghong Li, de cuya fortuna se desconoce la procedencia. Cabe recordar que el empresario, junto a otros inversores, pagó 500 millones de euros por el paquete accionarial de Berlusconi, además de hacerse cargo de una deuda de 240 millones de euros y avanzar 100 millones para evitar tensiones de tesorería en el club.
Con el arribo de los nuevos inversores chinos y su acceso a la ronda previa de la Europa League, el Milan se ha puesto en marcha para la reconstrucción del club, con la llegada de Fassone y Mirabelli las cosas han cambiado en el club, se han efectuado 16 despidos y 7 contrataciones como son las de, Ricardo Rodríguez procedente del VfL Wolfsburgo, Mateo Musacchio exjugador del Villarreal, Franck Kessié que llega a préstamo desde el Atalanta; André Silva actual 9 de la Selección de Portugal y ex Oporto; Fabio Borini proveniente del Sunderland A. F. C.; Hakan Çalhanoğlu del Bayer Leverkusen; y Andrea Conti procedente también del Atalanta. Sumando la llegada de los internacionales Lucas Biglia y Leonardo Bonucci.
A finales de agosto, el equipo clasifica a una competición europea después de 4 años tras haber superado la tercera y cuarta ronda previas ante equipos de Europa del Este.
La temporada en Liga viene marcada por la inestabilidad donde los resultados negativos se van sucediendo y la afición va perdiendo la paciencia. Es a principios de diciembre cuando se le acaba el crédito a Montella al empatarle el Benevento, equipo que no había puntuado hasta la fecha, en el minuto 94 con un gol del portero Alberto Brignoli, y es reemplazado por el exjugador rossoneri Gennaro Gattuso, hasta el momento entrenador del filial.
En lo que a la Europa League se refiere, el conjunto de Montella había conseguido superar la fase de grupos cómodamente donde había sido encuadrado junto a AEK Atenas, Rijeka y Austria Viena. Ya en marzo con Gattuso como entrenador derrotaría en dieciseisavos al Ludogorets por 0-3 en la ida y 1-0 en la vuelta. En octavos fue emparejado junto al Arsenal. En el partido de ida en San Siro cayó por 0-2, y en el partido de vuelta pese a adelantarse en el marcador acabó perdiendo por 3-1 con un arbitraje polémico.
En la copa doméstica consiguió clasificarse para la final tras eliminar a la Lazio en una tensa tanda de penaltis.
El 21 de abril de 2018 pierden ante el colista Benevento de local por 0-1 con gol de Pietro Iemmello, pese a la expulsión al minuto 79 de Cheick Diabaté, el Milán no pudo empatar ni remontar.
En mayo disputó la final de Copa Italia frente a la Juventus, que perdió 4-0. Al ser la Juventus también campeón de liga se clasificó a la Supercopa de Italia 2018. Esa misma semana se clasificó a la Europa League 2018-19 tras empatar 1-1 frente al Atalanta. Aunque a finales de junio, fue expulsado de la Europa League por incumplir el Fair Play Financiero. Sin embargo, el 19 de julio del mismo año, el TAS anuló la sanción emitida por la UEFA. En este mes, el grupo Elliott toma el control del Milan. Para la temporada 2018-19 se incorporan a la plantilla Ivan Strinic, Pepe Reina, Alen Halilovic, Mattia Caldara, Gonzalo Higuaín, Tiemoué Bakayoko, Samu Castillejo y Diego Laxalt.
El 13 de diciembre de 2018 el equipo quedó eliminado de la Europa League de manera temprana en la fase de grupos tras perder 3-1 frente a Olympiacos en Atenas. El 24 de abril de 2019 quedó eliminado de la Copa Italia al perder 0-1 en San Siro frente a la Lazio en semifinales; y el 26 de mayo, aunque ganó 2-3 al SPAL, quedó fuera de la Champions por quinto año consecutivo ya que Inter y Atalanta, quienes era los que le peleaban la clasificación europea ganaron sus respectivos partidos. Esto propició la renuncia de Gattuso al banquillo rossonero y la de Leonardo en la dirección deportiva.

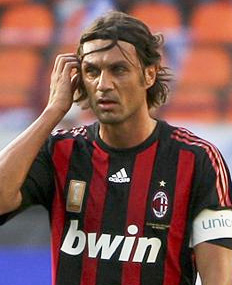
Paolo Maldini, jugador con más partidos del club, regresó como director deportivo en 2018.

El 14 de junio, en comunicado oficial, se hizo pública la llegada de Paolo Maldini como el nuevo Director de Estrategia Deportiva y Desarrollo. Así mismo, se anunció el nombramiento de Zvonimir Boban como Director de Fútbol (CFO) del club, un cargo recién creado. Boban será responsable de la coordinación y supervisión de las actividades del Área Deportiva del Club y trabajará en estrecha colaboración con el director Ejecutivo del Club, Ivan Gazidis, y el director Técnico recién nombrado, Paolo Maldini.
Si bien el club había clasificado a la fase de grupos de la Europa League 2019-20, el club rossoneri fue excluido de la misma por problemas financieros.
Por su parte, en cuanto a la dirección técnica, tras la renuncia de Gattuso, se anuncia la llegada de Marco Giampaolo, proveniente de la Sampdoria, convirtiéndose en el noveno entrenador rossonero en los últimos diez años. Además de la llegada del nuevo entrenador, fue adquirido el primer jugador bosnio en la historia del club: Rade Krunić; el argelino Ismaël Bennacer, mejor jugador de la Copa África de Naciones 2019; el zaguero brasileño Léo Duarte; el delantero croata internacional Ante Rebić; y el delantero portugués Rafael Leão, mientras que Theo Hernández se incorporó como cedido proveniente del Real Madrid. Adicionalmente, terminaron contrato cinco jugadores: Ignazio Abate, Riccardo Montolivo, Andrea Bertolacci, José Mauri y Cristian Zapata. Por otro lado, Gustavo Gómez Portillo, Patrick Cutrone y Manuel Locatelli fueron traspasados; Laxalt fue cedido al Torino Calcio; y el contrato de Ivan Strinić fue rescindido.
El 8 de octubre, a pesar de haber ganado 1-2 al Genoa C. F. C., el club decidió prescindir de los servicios de Giampaolo. El 9, se oficializó la llegada de Stefano Pioli al banquillo del equipo rossonero. El 22 de diciembre de 2019 encaja un 5-0 a domicilio a manos del Atalanta, resultado que no se daba desde 1925.
En enero retorna Zlatan Ibrahimović, después de 8 años, saltando a la cancha en el encuentro contra Sampdoria con resultado final de empate a 0. En su visita a la isla de Cerdeña gana el encuentro contra Cagliari, un rotundo 0 a 2 con goles de Rafael Leão e Ibrahimovic. De local contra SPAL un cómodo 3 a 0 por la Copa Italia lo pone en cuartos de final. Despacha a Udinese en un encuentro muy luchado con marcador final de 3 a 2 con goles de Theo Hernández y Ante Rebić en 2 ocasiones. De visita saca una victoria con el mínimo marcador contra Brescia. El martes 28 recibe a Torino FC por los cuartos de final de la Copa Italia con un resultado final de 4 a 2 sobre tiempo de alargue con goles de Bonaventura, Calhanoglu en 2 oportunidades y Zlatan Ibrahimović, logrando su pase a semifinales para chocar contra Juventus.
En febrero luego de empatar 1-1 y de local contra el Hellas Verona, se vería las caras con el Inter de Milán. Con goles de Rebic y Zlatan Ibrahimović se irían al descanso, un cómodo marcador a favor del Milan que nada hacía presagiar que en la segunda mitad todo se volvería una pesadilla; min. 51 anota Brozovic, minuto 53 anota Vecino, empate en el San Siro, minuto 70 anota de Vrij y cuando estaba por terminar el encuentro Lukaku se encarga de encajar el cuarto gol del Inter. Los de Pioli perdieron luego de 7 encuentros por Liga y Copa. Tras el derbi, seguirían una victoria ante Torino, un empate ante Fiorentina y una derrota frente a Genoa. Luego, el fútbol se suspendió por la pandemia de COVID-19 y retornaría recién el 12 de junio, cuando Milan disputó las semifinales de la Copa Italia contra Juventus, siendo eliminado tras igualar 0-0 en Turín (por regla del gol de visitante).
AC Milan volvió a las canchas en la fecha 27 contra Lecce de visitante, saliendo victorioso con un 4-1 a favor. Tras la vuelta al fútbol, el Milan estuvo invicto hasta el final de la temporada, con 9 triunfos y 3 empates, destacándose victorias frente a Roma, Lazio y Juventus. De esta forma y pese al mal comienzo de temporada, el equipo finalizó 6.º.
En la temporada 20-21 se anunció la contratación de Pierre Kalulu, Jens Petter Hauge y llegaron en calidad de cedido los jugadores Brahim Díaz proveniente del Real Madrid, Sandro Tonali del descendido Brescia con opción de compra y Diogo Dalot del Manchester United y las salidas de Lucas Biglia y Giacomo Bonaventura por término de contrato.
En la Serie A 2020-21 el equipo de Pioli hizo una muy buena campaña, liderando la tabla durante gran parte del torneo y resultando "Campeón de invierno" luego de ganar al Cagliari, además de encadenar una racha de 27 partidos sin perder que terminaría con un 1-3 en San Siro contra la Juventus.
En el mercado de invierno fueron fichados Soualiho Meïté del Torino y Fikayo Tomori del Chelsea, ambos de préstamo con opción de compra y Mario Mandžukić que llegó gratis y la salida de Mateo Musacchio. Le cedieron a Lorenzo Colombo al Cremonese, Andrea Conti al Parma y Léo Duarte.
Ya en la mitad de temporada, perdió la punta del torneo frente a Inter tras obtener malos resultados en febrero, y poco a poco se fue quedando afuera de la lucha por el Scudetto. Levantó cabeza con un 1-2 a la Roma en el olímpico pero resultó ser un espejismo puesto que se seguía presentando una inestabilidad de resultados y como consecuencia el equipo pasó de pelear la liga a ocupar la quinta posición tras caer 3-0 ante la Lazio. El equipo se recuperaría con un 2-0 vs Benevento en San Siro, un categórico 0-3 a la Juventus a domicilio y una goleada histórica de 0-7 al Torino, todo parecía que el Milan aseguraría su pase a la champions en la jornada 37, sin embargo tropezaría empatando 0-0 contra el Cagliari y se vería en la necesidad de esperar una semana más para sellar su calificación, teniéndose que enfrentar a un viejo verdugo. El 23 de mayo del 2021, tras ganar al Atalanta 2-0 de visitante en la última fecha con dos goles de penal de Franck Kessié, el equipo rossoneri regresó a la máxima competición continental tras 7 años de ausencia, confirmando el 2° puesto en la tabla, a 12 puntos del Inter que fue campeón. El 27 de mayo se anunció la contratación de Mike Maignan tras la salida de Gianluigi Donnarumma al PSG.
Para el mercado estivo se activaron la opción de compra de Sandro Tonali y Fikayo Tomori y se prorrogo el préstamo de Brahim Díaz.
Se incorporaron al equipo Olivier Giroud y Tiémoué Bakayoko del Chelsea, Fode Ballo-Toure y Pietro Pellegri del Mónaco, Alessandro Florenzi, Junior Messias y Antonio Mirante (llegó tras la lesión de Maignan y Plizzari) y salieron del equipo: Hakan Çalhanoğlu al Inter, Jens Petter Hauge al Eintracht Fráncfort, Antonio Donnarumma al Padova y Mario Mandžukić.
En la temporada siguiente el equipo consiguió la clasificación a la Champions League por segundo año consecutivo de forma anticipada a falta de 4 jornadas, teniendo como figuras principales del plantel a Maignan, Tomori, Hernández, Tonali, Bennacer, Ibrahimović y Leão. Se coronaron campeones luego de 11 años al derrotar en la última fecha al Sassoulo por 0-3 con 3 asistencias de Leão quien fue elegido mejor jugador del torneo.
El grupo Elliott, luego de infructuosas negociaciones con Inverscop, acordó la venta mayoritaria (70%) al fondo RedBird por alrededor de 1 200 millones de euros. La transferencia se cerró en septiembre de 2022.
De cara a la temporada 2022-23 el club oficializó la llegada de De Ketelaere, Origi, Thiaw, Dest y Vranckx. Y las salidas de Kessié, Romagnoli y Samu Castillejo. Davide Calabria fue elegido como nuevo capitán.
El club terminó cuarto en el campeonato, perdiendo en las semifinales ante el Inter en la Liga de Campeones y subcampeón de la Supercopa italiana perdiendo también contra el Inter.
La temporada 2024–25 fue una campaña de contrastes para el AC Milan. Aunque el equipo finalizó en la novena posición en la Serie A, fuera de los puestos de clasificación europea, logró conquistar la Supercopa de Italia y alcanzó la final de la Coppa Italia.
El 6 de enero de 2025, el Milan se coronó campeón de la Supercopa de Italia por octava vez en su historia, al vencer 3-2 al Inter de Milán en el King Saud University Stadium de Riad, Arabia Saudita. El equipo, dirigido por Sérgio Conceição, remontó un 0-2 en contra con goles de Theo Hernández, Christian Pulisic y Tammy Abraham en el tiempo de descuento. Este título puso fin a una sequía de trofeos desde el Scudetto de 2022 y rompió la racha de tres Supercopas consecutivas ganadas por el Inter.
En la Serie A, el Milan tuvo una campaña irregular, finalizando en la novena posición, lo que significó quedar fuera de las competiciones europeas para la siguiente temporada. El equipo sufrió una derrota por 3-1 ante la AS Roma en la penúltima jornada, lo que selló su destino fuera de Europa. El técnico Conceição instó a la unidad del equipo tras una temporada marcada por altibajos.
En la Copa Italia 2024-25, el Milan alcanzó la final tras una destacada actuación en las semifinales, donde venció al Inter de Milán con un marcador global de 4-1, incluyendo una victoria por 3-0 en el partido de vuelta con un doblete de Luka Jović. Sin embargo, en la final disputada el 14 de mayo de 2025, el Milan fue derrotado por el Bologna, quedando como subcampeón.
A pesar de los desafíos en la liga, el Milan mantuvo un rendimiento destacado en los enfrentamientos contra su eterno rival, el Inter de Milán. Durante la temporada 2024–25, el Milan se mantuvo invicto en los cinco encuentros disputados contra el Inter, incluyendo tres victorias y dos empates. Este dominio en los derbis fue un punto brillante en una temporada por lo demás difícil.

## Símbolos

### Historia y evolución del escudo
Durante varios años, el escudo del A. C. Milan era simplemente el escudo de la ciudad de Milán, que originalmente era la bandera de San Ambrosio. La insignia moderna que se usa hoy en día representa los colores del club y la bandera del municipio de Milán, con el acrónimo ACM en la parte superior y el año de fundación (1899) en la parte inferior.
|                                                              |
| Primer escudo con cuarteles identitarios y nombre (1899-16). |

|                                                          |
| Simplificación del escudo sin las tipografías (1937-46). |

|                                                                   |
| Recupera las tipografías y formato con realce de color (1973-79). |

|                                                                            |
| Desaparecen las lineas doradas y se cambia el «ACM» por «MILAN» (1986-98). |

|                                                                    |
| Estilización y modernización con colores identitarios (1998-Act.). |

### Himno
En 1984, el músico rossoneri, Enzo Jannacci, había escrito e interpretado el himno Mi-mi-la-lan para el equipo de Milán. Luego, en 1988, el himno oficial del club era Milán, Milán, coescrito por el cantautor Tony Renis, fanático rossoneri, y por Massimo Guantini, con algunas pequeñas intervenciones en el texto del entonces propietario del AC Milan, Silvio Berlusconi. En 2015, el rapero Emis Killa y el bajista Saturnino han sido los intérpretes del himno oficial, #Rossoneri, para conmemorar el 116.º aniversario del club.

### Mascota
El 16 de febrero de 2006, el club adoptó una nueva mascota oficial, diseñada por la compañía Warner Bros y se conoce como "Milanello". Esta mascota es un diablo rojo con el uniforme rossoneri y un balón de fútbol, cuyo nombre también rinde homenaje al del polideportivo club. Según el director de Warner Bros, Maurizio Di Stefano: La idea de la mascota era que fuera moderna respetando la tradición de Milán. Tenía que ser dinámica, con ganas de marcar y ganar. Orgullosa y fuerte, con un rostro decidido y decidido, la mascota no debe ser un dibujo estático sino que debe cobrar vida.

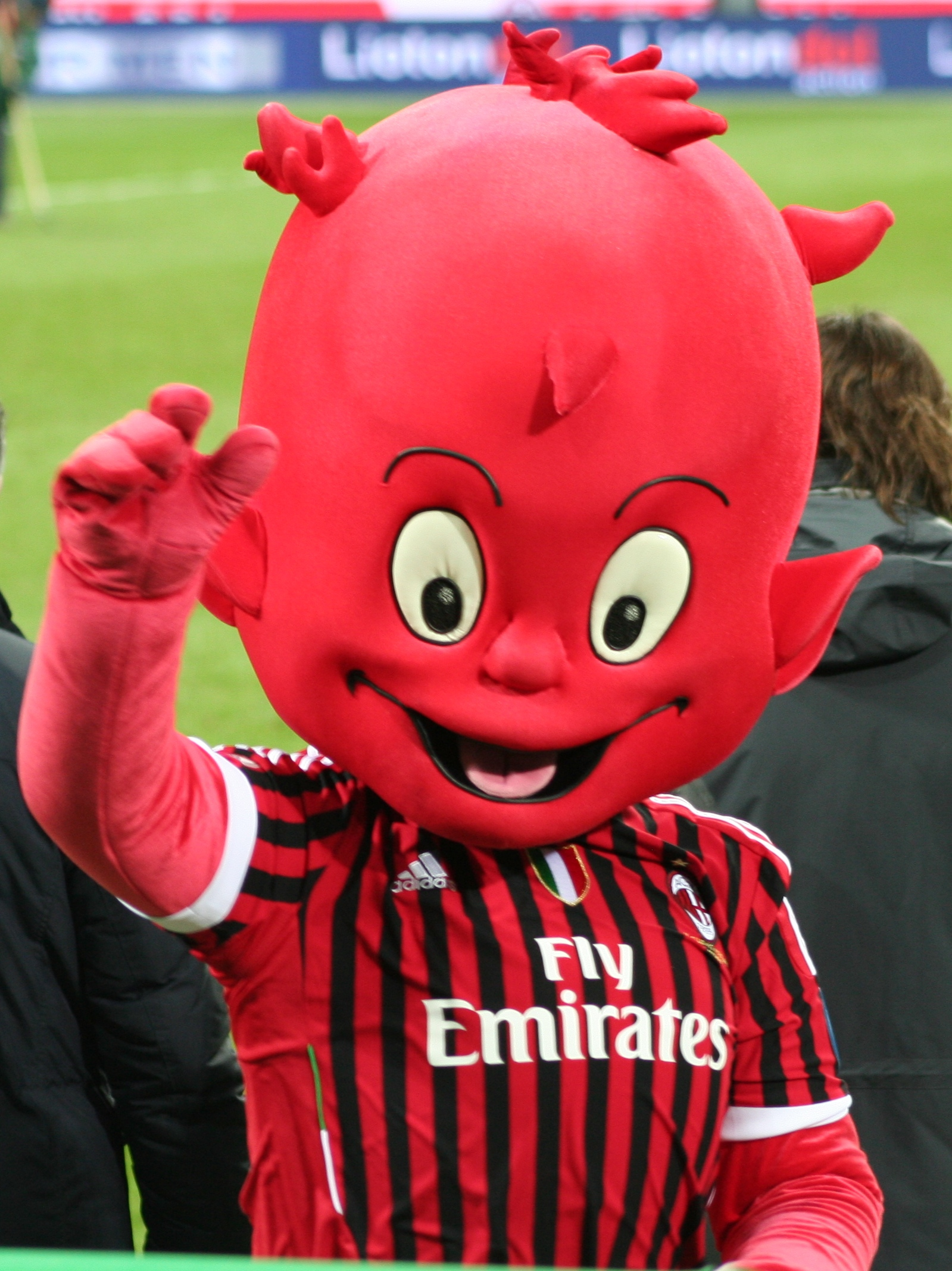
Milanello sobre el césped en el partido Milán-Siena, temporada 2011-12.

## Indumentaria
El origen de los colores rojo y negro del club se remontan a su fundación, cuando fueron seleccionados por Herbert Kilpin para representar el ardiente fervor que es parte de los miembros del equipo y para infundir miedo en los rivales.
Al imponerse las leyes fascistas en Italia, los milanistas se vieron obligados a llevar una camiseta blanca con dos franjas verticales, una negra y otra roja, además de italianizar su denominación. En 1942 el club volvió a su camiseta estableciendo que estuviese formada por cinco franjas verticales rojas y negras. En 1962 y 1978, la camiseta original de la firma Kilpin reapareció, pero con un cuello negro y otro en "V", respectivamente. En 1981, se convirtieron en el primer equipo en imprimir los nombres de sus jugadores en el dorso de las camisetas, misma temporada en la que se introdujo la imagen de un diablo en el costado derecho para celebrar su décimo scudetto. Más tarde, fue de los pioneros en Italia en integrar el nombre del sponsor en la camiseta.
La camiseta de portero fue de color negro (con el fin de intimidar a los rivales) hasta 1999, donde una amarilla rememoraba la obtención del décimo scudetto. En el año del centenario (1999) la camiseta de Kilpin fue presentada una vez más, pero con la Stella d’Oro impresa en la indumentaria. Desde el 16 de febrero de 2006 la A. C. Milan tiene una mascota oficial diseñada por la Warner Bros: Milanello, un diablo rojo con la camisa «rossonera» y un balón de fútbol.
- Uniforme titular: Camiseta negra con franjas rojas, pantalón blanco, medias blancas.
- Uniforme alternativo: Camiseta blanca, pantalón blanco, medias blancas, todos con detalles en rojo.
- Tercer uniforme: Camiseta azul, pantalón azul, medias azules.

| Inicial | (Ver evolución) | Actual |

## Instalaciones

### Estadio

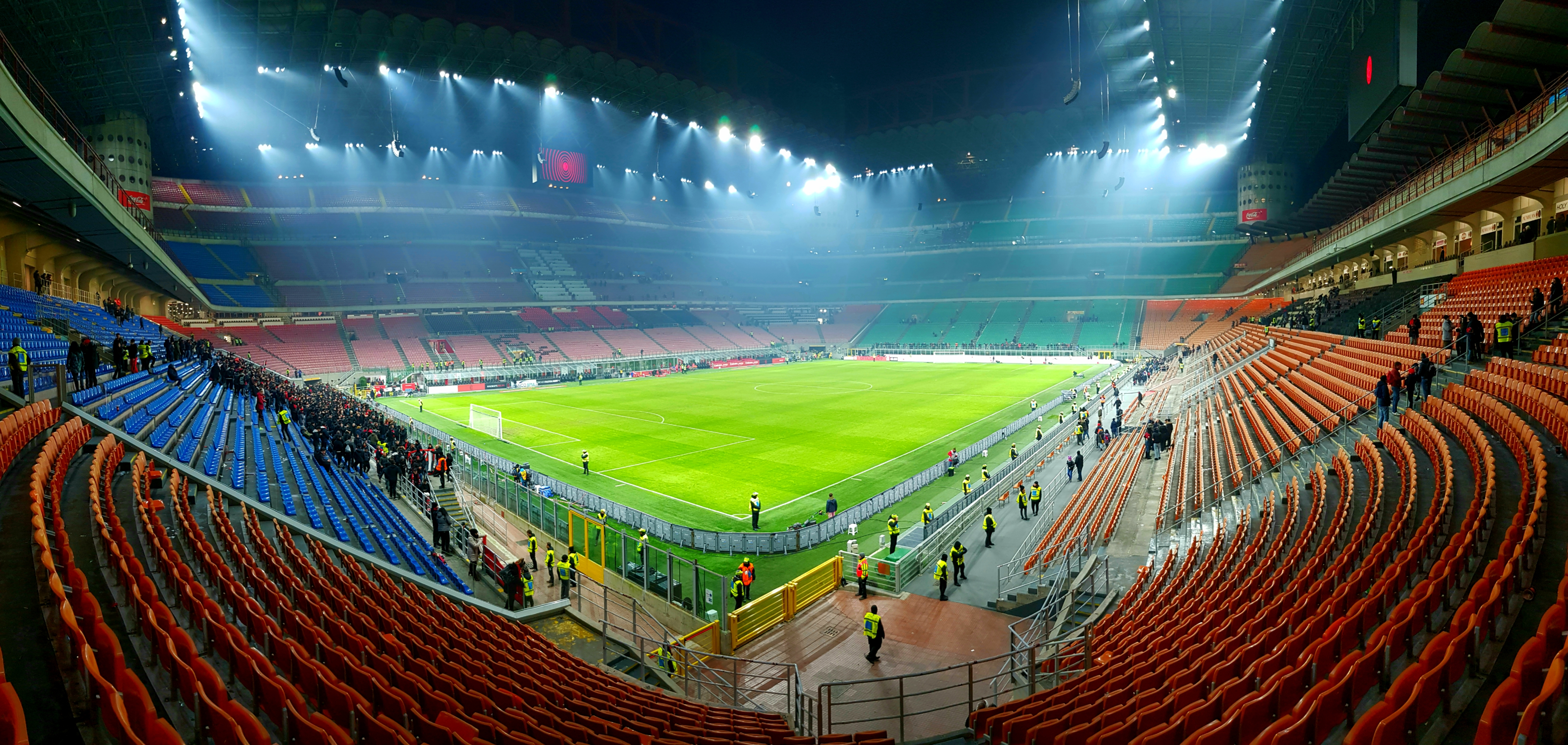
Stadio San Siro.

El Estadio Giuseppe Meazza, conocido popularmente como San Siro por los seguidores del AC Milan, fue inaugurado el 19 de septiembre de 1926 en la dirección Via Piccolomini 5 (20151, distrito del barrio de San Siro en Milán). Su construcción comenzó en 1925 bajo la iniciativa del presidente de la sociedad, Pietro Pirelli.
El diseño arquitectónico estuvo a cargo del ingeniero Alberto Cugini y el arquitecto Ulisse Stacchini. Originalmente, la estructura constaba de cuatro tribunas rectilíneas y tenía una capacidad de 35.000 espectadores.
El partido inaugural enfrentó a los equipos de AC Milan e Inter de Milán, con victoria para los nerazzurri por 6-3. En 1935 se realizó la primera ampliación del aforo, llevándolo a 55 000 espectadores. La segunda modificación, que incluyó una transformación significativa en el diseño del estadio, fue ejecutada en 1955 bajo la dirección del ingeniero Ferruccio Calzolari y el arquitecto Armando Ronca, alcanzando una capacidad de 100 000 personas, aunque finalmente se limitó a 86 000 por razones de seguridad. La última gran remodelación tuvo lugar para la Copa Mundial de Fútbol de 1990.
Actualmente, el estadio tiene una capacidad de 85 700 espectadores y dimensiones de 105×68 metros, siendo el estadio más grande de Italia, el tercero en Europa y el décimo en el ámbito mundial. Además, la UEFA lo clasifica como un estadio de categoría "5 estrellas". El recinto es de propiedad municipal y fue renombrado en honor a Giuseppe Meazza, destacado futbolista italiano que jugó en ambos clubes milaneses, lo cual generó sentimientos encontrados entre los aficionados, especialmente entre los seguidores del Milan, dado que su paso por el club fue relativamente breve.
El 8 de julio de 2015, el club recibió la aprobación de la Fundación Fiera para la asignación de los terrenos de la antigua feria de congresos de Milán. El proyecto del club, que supera en inversión a una propuesta hotelera, contempla una inversión cercana a los 350 millones de euros para la construcción de un nuevo estadio que impulsará la actividad económica del distrito de Portelo.

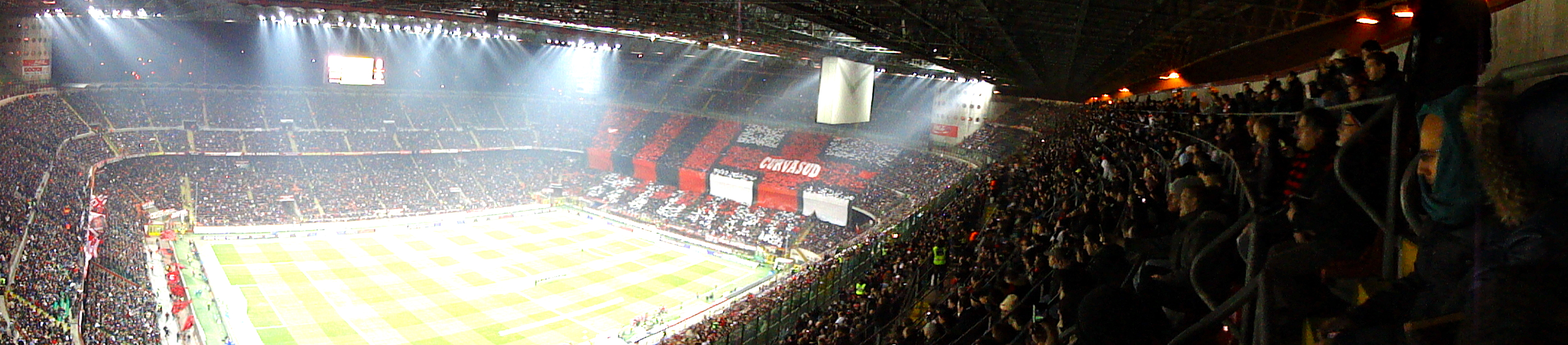
Panorámica del Stadio San Siro.

### Instalaciones deportivas
Milanello es el complejo deportivo del equipo de fútbol AC Milan, ubicado a 80 km de Milán, cerca de Varese. Concebido por Andrea Rizzoli e inaugurado en 1963, el centro sufrió una renovación integral en 1986 con la llegada de Silvio Berlusconi a la presidencia del club. En la actualidad, el complejo abarca aproximadamente 160 000 m² y cuenta con cinco campos de fútbol reglamentarios, además de uno adicional de césped artificial (36×38 m).
El gimnasio fue reformado en la temporada 2000/01 a petición de Silvio Berlusconi, ampliando su superficie a 3000 m². Desde 2002, Milanello alberga el Milan Lab, un centro de alto rendimiento que utiliza tecnología avanzada para realizar un seguimiento detallado del estado físico de los jugadores. El complejo también dispone de oficinas para el cuerpo técnico, una sala de televisión, una de billar, un bar, una cocina, dos comedores, una sala de prensa, una sala de reuniones, un lavadero y un centro médico.
Los equipos de la cantera disponen de su propio edificio, que incluye, entre otras instalaciones, una escuela. El transporte para las categorías inferiores circula dos veces al día, una por la mañana y otra por la tarde, siendo el resto del tiempo dedicado a la educación escolar de los jóvenes jugadores.

## Datos del club

### Denominaciones
A lo largo de su historia, la entidad ha visto como su denominación variaba por diversas circunstancias hasta la actual de Associazione Calcio Milan, vigente desde 2003 aunque establecida en 1939. El club se fundó bajo el nombre de Milan Foot-Ball & Cricket Club hasta que abandonó la práctica del cricket en 1919.
A continuación se listan las distintas denominaciones de las que ha dispuesto el club a lo largo de su historia:
- Milan Foot-Ball & Cricket Club: (1899-19) Regularización del club.
- Milan Foot-Ball Club: (1919-36) Primer cambio en su denominación tras desaparecer la sección de cricket.
- Milan Associazione Sportiva: (1936-39) Tras la instauración del fascismo se produce una italianización de los anglicismos.
- Associazione Calcio Milano: (1939-45) El régimen impone finalmente dicha denominación.
- Associazione Calcio Milan: (1945-62) Tras la posguerra de la Segunda Guerra Mundial varía ligeramente la alusión a la ciudad en consonancia con su primera denominación anglosajona.
- Milan Associazione Calcio: (1962-03) Antepone el nombre de la ciudad en su denominación.
- Associazione Calcio Milan: (2003-Act.) Recupera su antigua denominación.

## Palmarés

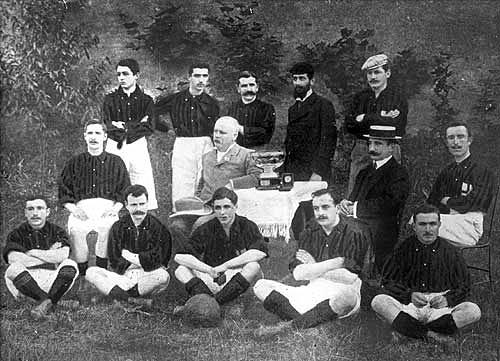
El equipo posa junto a su primer título oficial, el Campeonato Italiano de 1901.

La A. C. Milan acumula, en sus más de 120 años de historia, 52 trofeos oficiales tanto nacionales como internacionales. Entre ellos destacan por importancia, siete Copas de Europa / Liga de Campeones de la UEFA, dos Recopas de Europa, cinco Supercopas de Europa, dos Copas europeas Latinas, tres Copas Intercontinentales y una Copa Mundial de Clubes en el plano internacional, y diecinueve Campeonatos de liga, cinco Copas de Italia y ocho Supercopas de Italia en los campeonatos nacionales.
Considerado por la FIFA como el noveno mejor club del siglo xx, es además uno de los únicos cinco clubes que posee la Copa de Europa en propiedad lo que le otorga el derecho a llevar en la manga izquierda de su uniforme la insignia de campeón múltiple de la competición. En ella se ha enfrentado a X rivales distintos en las veintiocho ediciones disputadas en la considerada como la máxima competición europea a nivel de clubes.
En su país posee once trofeos de la Liga, copa entregada desde la edición 1960-61 junto con el scudetto, tan solo superado por los 22 del primero.
Fue considerado por la Federación Internacional de Historia y Estadística de Fútbol (IFFHS) como el mejor club del mundo en los años 1995 y 2003, merced sobre todo a los citados éxitos continentales. Fue el primer equipo italiano que ganó la Copa de Europa —actual Liga de Campeones—, siendo el más laureado de su país.
Nota: en negrita competiciones vigentes en la actualidad. Indicado el récord del torneo  y el compartido 

### Torneos nacionales (32)
| Competiciones nacionales           | Títulos | Subcampeonatos |
| ---------------------------------- | --- | --- |
| Primera División de Italia (19/16) | 1901, 1906, 1907, 1950-51, 1954-55, 1956-57, 1958-59, 1961-62, 1967-68, 1978-79, 1987-88, 1991-92, 1992-93, 1993-94, 1995-96, 1998-99, 2003-04, 2010-11, 2021-22. | 1902, 1947-48, 1949-50, 1951-52, 1955-56, 1960-61, 1964-65, 1970-71, 1971-72, 1972-73, 1989-90, 1990-91, 2004-05, 2011-12, 2020-21, 2023-24. |
| Copa de Italia (5/10)              | 1966-67, 1971-72, 1972-73, 1976-77, 2002-03. | 1941-42, 1967-68, 1970-71, 1974-75, 1984-85, 1989-90, 1997-98, 2015-16, 2017-18, 2024-25.                                                    |
| Supercopa de Italia (8/5)          | 1988, 1992, 1993, 1994, 2004, 2011, 2016, 2024. | 1996, 1999, 2003, 2018, 2022 |
|                                    | | |
| Campeonato de Serie B (2/0)        | 1980-81, 1982-83. | |

### Torneos internacionales (18)
| Competiciones internacionales | Títulos                                                        | Subcampeonatos                      |
| ----------------------------- | -------------------------------------------------------------- | ----------------------------------- |
| Copa Mundial de Clubes (1/0)  | 2007.                                                          |                                     |
| Copa Intercontinental (3/4)   | 1969, 1989, 1990.                                              | 1963, 1993, 1994, 2003.             |
| Liga de Campeones (7/4)       | 1962-63, 1968-69, 1988-89, 1989-90, 1993-94, 2002-03, 2006-07. | 1957-58, 1992-93, 1994-95, 2004-05. |
| Supercopa de Europa (5/2)     | 1989, 1990, 1994, 2003, 2007.                                  | 1973, 1993.                         |
| Recopa de Europa (2/1)        | 1967-68, 1972-73.                                              | 1973-74.                            |

### Otros torneos internacionales (2)
| Competiciones internacionales | Títulos     | Subcampeonatos |
| ----------------------------- | ----------- | -------------- |
| Copa Latina (2/1)             | 1951, 1956. | 1953           |
|                               |             |                |
| Copa Mitropa (1/0)            | 1982.       |                |

### Reconocimientos internacionales (2)
| Distinción             | Año         |             |
| ---------------------- | ----------- | ----------- |
| Club del año IFFHS (2) | 1995, 2003. | 1995, 2003. |

### Trayectoria
Es uno de los tres clubes que más veces ha disputado la Primera División —máxima competición de clubes en Italia— desde su fundación en la temporada 1898-99 sumando un total de ciento catorce apariciones, ochenta y ocho de ellas pertenecientes a la vigente Serie A. Ocupa el tercer puesto en la clasificación entre los sesenta y ocho participantes históricos además de ser el segundo más laureado con diecinueve títulos. Su peor actuación se registró en la temporada 1979-80 cuando finalizó en decimoquinto puesto, con el subsiguiente descenso a la Serie B. Ésta la ha disputado únicamente dos ocasiones, siendo campeón en ambas.
En cuanto al panorama internacional, el club fue uno de los clubes que participaron en la primera edición de la Copa de Europa —actual Liga de Campeones (en. Champions League) y más prestigiosa competición de clubes en Europa—, habiéndola disputado desde entonces un total de veintinueve temporadas con ausencia en treinta y ocho ediciones; es, por tanto, el segundo club italiano con más presencias por detrás de la Juventus Football Club. En ellas sumó un total de siete títulos que le sitúan como el segundo mejor equipo de la competición entre sus 530 participantes históricos, y el mejor de los italianos a nivel de títulos.
En el resto de competiciones oficiales nacionales suma un total de ochenta y cinco apariciones —destacando setenta y cuatro presencias en la Copa Italia, segunda competición por importancia en el país, sobre setenta y cinco posibles— para veinticuatro ausencias en alguna de ellas sumando las correspondientes a la Supercopa de Italia, y veintinueve apariciones en el resto de competiciones oficiales internacionales para veintidós temporadas totales ausente en competiciones UEFA. Completa sus temporadas en los principales torneos UEFA con doce presencias en la Copa UEFA / Liga Europa y cuatro en la extinta Recopa de Europa.
Nota: En negrita competiciones activas.

Nota1: Incluidos los datos del Campionato Italiano, Prima Categoria, Prima Divisione y Divisione Nazionale, torneos precursores de la Serie A y los partidos de desempate.

Nota2: Incluidos los datos del Torneo Estivo 1986 para eliminados de la Copa Italia 1985-86.
| \| Competición \| Temp. \| P.J. \| P.G. \| P.E. \| P.P. \| G.F. \| G.C. \| Mejor resultado \| \| ------------------------------------------ \| ----- \| ---- \| ---- \| ---- \| ---- \| ---- \| ---- \| --------------- \| \| Campeonato de Liga de Primera División (1) \| 114 \| 3403 \| 1658 \| 955 \| 790 \| 5775 \| 3647 \| Campeón \| \| (Segunda División) \| 2 \| 76 \| 37 \| 30 \| 9 \| 126 \| 65 \| (Campeón) \| \| Campeonato de Italia de Copa (2) \| 74 \| 387 \| 199 \| 101 \| 87 \| 656 \| 380 \| Campeón \| \| Supercopa de Italia \| 11 \| 11 \| 5 \| 3 \| 3 \| 16 \| 11 \| Campeón \| \| \| \| \| \| \| \| \| \| \| \| Liga de Campeones de la UEFA \| 29 \| 255 \| 126 \| 65 \| 64 \| 422 \| 240 \| Campeón \| \| Recopa de Europa de la UEFA \| 4 \| 30 \| 17 \| 10 \| 3 \| 47 \| 19 \| Campeón \| \| Copa de la UEFA / Liga Europa de la UEFA \| 12 \| 101 \| 53 \| 23 \| 25 \| 171 \| 102 \| Semifinalista \| \| Supercopa de la UEFA \| 7 \| 12 \| 7 \| 3 \| 2 \| 13 \| 11 \| Campeón \| \| Copa Intercontinental \| 7 \| 10 \| 4 \| 1 \| 5 \| 17 \| 15 \| Campeón \| \| Copa Mundial de Clubes \| 1 \| 2 \| 2 \| 0 \| 0 \| 5 \| 2 \| Campeón \| \| Copa Latina \| 5 \| 10 \| 7 \| 0 \| 3 \| 30 \| 22 \| Campeón \| \| Copa de Ciudades en Feria \| 3 \| 13 \| 5 \| 3 \| 5 \| 11 \| 13 \| Octavofinalista \| \| Copa de la Europa Central \| 3 \| 12 \| 5 \| 4 \| 3 \| 16 \| 12 \| Campeón \| \| Total \| \| 4322 \| 2125 \| 1198 \| 999 \| 7305 \| 4539 \| 52 títulos \| \| Ver estadísticas completas \| \| \| \| \| \| \| \| \| Estadísticas actualizadas hasta el último partido jugado el 1 de julio de 2022. Fuentes: Lega SerieA Archivado el 17 de marzo de 2018 en Wayback Machine. MagliaRossonera - UEFA - FIFA Archivado el 16 de junio de 2018 en Wayback Machine. |       |      |      |      |      |      |      |                 |
| Competición | Temp. | P.J. | P.G. | P.E. | P.P. | G.F. | G.C. | Mejor resultado |
| Campeonato de Liga de Primera División (1) | 114   | 3403 | 1658 | 955  | 790  | 5775 | 3647 | Campeón         |
| (Segunda División) | 2     | 76   | 37   | 30   | 9    | 126  | 65   | (Campeón)       |
| Campeonato de Italia de Copa (2) | 74    | 387  | 199  | 101  | 87   | 656  | 380  | Campeón         |
| Supercopa de Italia | 11    | 11   | 5    | 3    | 3    | 16   | 11   | Campeón         |
| |       |      |      |      |      |      |      |                 |
| Liga de Campeones de la UEFA | 29    | 255  | 126  | 65   | 64   | 422  | 240  | Campeón         |
| Recopa de Europa de la UEFA | 4     | 30   | 17   | 10   | 3    | 47   | 19   | Campeón         |
| Copa de la UEFA / Liga Europa de la UEFA | 12    | 101  | 53   | 23   | 25   | 171  | 102  | Semifinalista   |
| Supercopa de la UEFA | 7     | 12   | 7    | 3    | 2    | 13   | 11   | Campeón         |
| Copa Intercontinental | 7     | 10   | 4    | 1    | 5    | 17   | 15   | Campeón         |
| Copa Mundial de Clubes | 1     | 2    | 2    | 0    | 0    | 5    | 2    | Campeón         |
| Copa Latina | 5     | 10   | 7    | 0    | 3    | 30   | 22   | Campeón         |
| Copa de Ciudades en Feria | 3     | 13   | 5    | 3    | 5    | 11   | 13   | Octavofinalista |
| Copa de la Europa Central | 3     | 12   | 5    | 4    | 3    | 16   | 12   | Campeón         |
| Total |       | 4322 | 2125 | 1198 | 999  | 7305 | 4539 | 52 títulos      |
| Ver estadísticas completas |       |      |      |      |      |      |      |                 |

## Economía

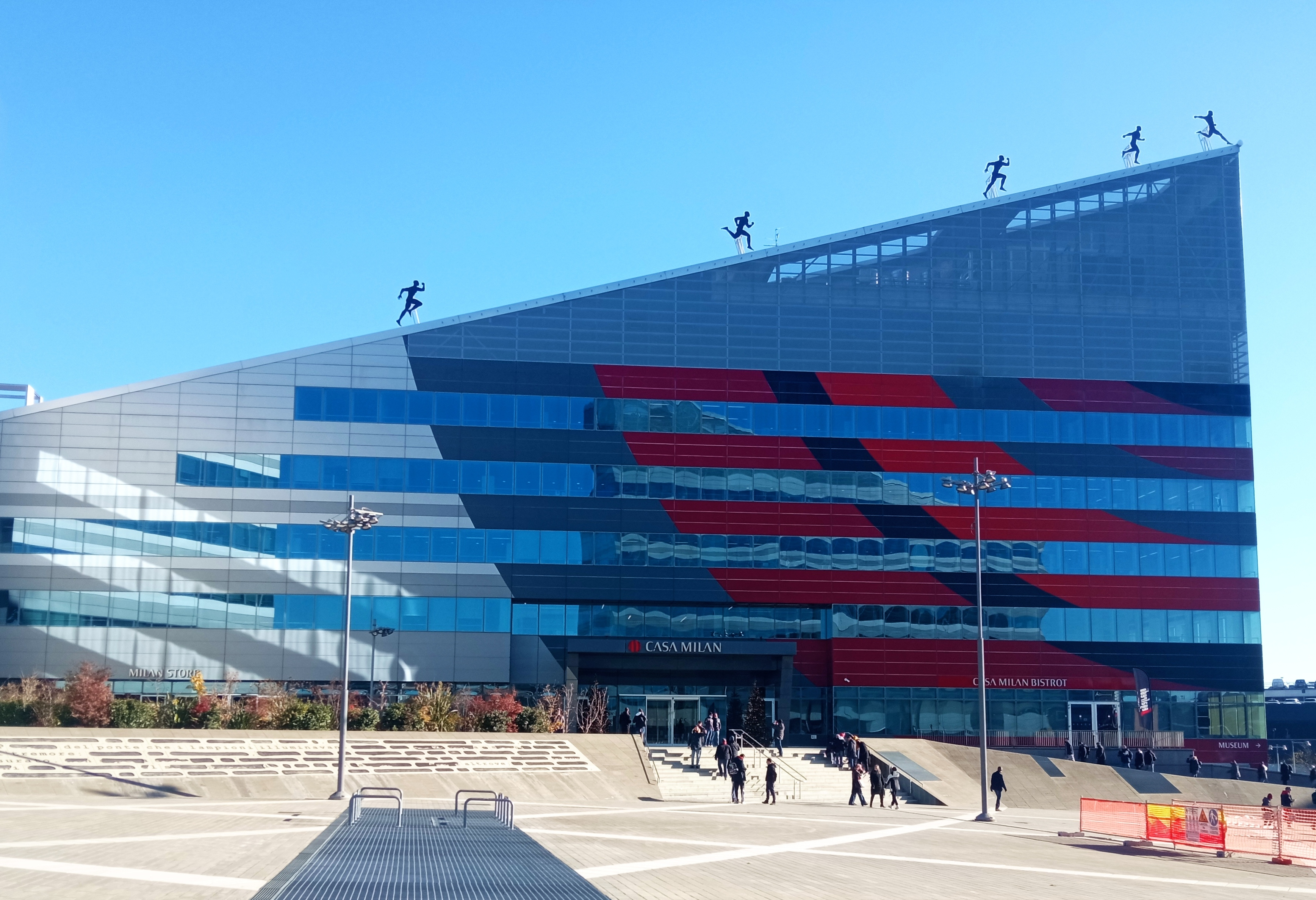
La sede de A.C. Milan

El 13 de abril de 2017, el AC Milan pasó a ser subsidiaria de Rossoneri Sport Investment Luxembourg, que adquirió el 99,92973 % de las acciones de AC Milan S.p.A. de Fininvest. Li Yonghong asumió la presidencia, mientras que Marco Fassone fue ratificado como director ejecutivo (CEO). Los otros miembros de la junta directiva incluyeron a Roberto Cappelli, David Han Li, Lu Bo, Marco Patuano, Paolo Scaroni y Xu Renshuo. Sin embargo, el 10 de julio de 2018, el fondo de inversión de Li Yonghong fue eliminado como accionista de Rossoneri Sport Investment Luxembourg tras incumplir un compromiso financiero con Elliott Management Corporation, entidad que le había prestado una suma considerable en 2017 para finalizar la adquisición del club. Otros socios de Elliott en este proceso fueron Arena Investors y Blue Skye, según reportes de prensa.
Elliott reorganizó la administración del club, nombrando una nueva junta directiva tanto para Rossoneri Sport Investment Luxembourg como para el Milan. Paolo Scaroni asumió como nuevo presidente del club y director general interino, mientras que los cuatro miembros chinos de la junta anterior y Marco Fassone fueron cesados de sus funciones.
En términos económicos, según la Deloitte Football Money League, el AC Milan fue el quinto club con mayores ingresos a nivel mundial en la temporada 2005-06, alcanzando los 233,7 millones de euros. No obstante, su posición decayó en años posteriores, ocupando el octavo lugar en la temporada 2011-12, el décimo en 2012-13 y el duodécimo en 2013-14. Además, en 2014, fue clasificado como el octavo club de fútbol más rico del mundo por la revista Forbes, siendo el más rico del fútbol italiano, apenas por delante de la Juventus de Turín, que ocupaba el noveno lugar.
En lo que respecta al patrocinio, Emirates ha sido el patrocinador principal de la camiseta del AC Milan desde la temporada 2010-11. Antes de Emirates, el club fue patrocinado por la compañía de apuestas en línea bwin durante cuatro años. Anteriormente, la empresa alemana Opel, propiedad de General Motors, patrocinó al AC Milan durante 12 temporadas, exhibiendo en la camiseta los nombres de sus modelos "Meriva" y "Zafira" en diferentes etapas.
En cuanto al proveedor de indumentaria, Puma suministra las camisetas del club desde 2018. Previamente, Adidas fue el fabricante oficial desde 1998 hasta la terminación anticipada de su contrato en 2018. Antes de Adidas, el proveedor de indumentaria fue la empresa italiana Lotto.
A nivel financiero, el grupo AC Milan registró importantes pérdidas netas en varios años. Por ejemplo, en 2007 perdió 32 millones de euros, cifra que se incrementó a 77 millones en 2008. Aunque las ventas de jugadores como Andriy Shevchenko (2006), Kaká (2009), Thiago Silva y Zlatan Ibrahimović (2012) mitigaron en parte las pérdidas, el club continuó acumulando déficits significativos, como los 67,3 millones de euros en 2011 y los 6,8 millones en 2012.
Debido a estas dificultades financieras y al incumplimiento del Fair Play Financiero (FFP), la UEFA prohibió inicialmente al AC Milan participar en competiciones europeas. Sin embargo, el club logró revertir la sanción mediante un recurso ante el Tribunal de Arbitraje Deportivo (TAS), obteniendo la oportunidad de cumplir con los requisitos de equilibrio financiero antes del 30 de junio de 2021.

### Relación con Stakeholders
L'Associazione Calcio Milan S.p.A. controla el 100% de Milan Entertainment S.r.l., Milan Real Estate S.p.A. y Fondazione Milan - Onlus; en otras sociedades posee el 50% de M-I Stadio S.r.l. y el 45% de Asansiro S.r.l.
- Milan Real Estate S.p.A. es la sociedad en la que se encuentran los activos fijos de la sede di vía Turati 3 y el centro deportivo Milanello.[118]

- Milan Entertainment S.r.l. è la società nata nel 2005 come Servizi Milan S.r.l., allá quale AC Milan S.p.A. ha ceduto i diritti di sfruttamento ventennale del marchio tramite conferimento di ramo d'azienda valutato da una perizia del Prof. Paolo Jovenitti pari a 182,6 milioni di euro.[119]

- M-I Stadio S.r.l. (già Consorzio San Siro Duemila[120]) es el consorzio formado en un 50% por el AC Milan y el club Inter para la administración del Stadio Giuseppe Meazza.[121]

- Asansiro S.r.l. es una agencia de desarrollo local, para el quartiere San Siro, participada por Milan (45%), Inter (45%) y la Fondazione ChiamaMilano (10%).[121]

El logo del Fondazione Milan Onlus

- Con Fondazione Milan Onlus, creada el 20 de febrero de 2003, el Milan busca satisfacer las necesidades primarias de las personas menos favorecidas en sectores como la asistencia social, cultural e iniciación en el deporte.[122]

## Jugadores
En la historia de la Associazione Calcio Milan, destacan aquellos futbolistas que más tiempo permanecieron vinculados al club. Entre ellos sobresalen los lombardos Paolo Maldini, Alessandro Costacurta y Franco Baresi, quienes son los únicos jugadores en superar las veinte temporadas consecutivas en el primer equipo. Además, Paolo Maldini ostenta el récord como el futbolista con mayor número de títulos oficiales ganados con el club, con un total de 26 trofeos.
En cuanto al número de partidos disputados, Maldini encabeza la lista histórica del club con 902 apariciones oficiales, superando en casi 200 encuentros a Franco Baresi. A nivel internacional, Maldini es el tercer jugador con más presencias en la selección de fútbol de Italia, con un total de 126 internacionalidades. En el apartado goleador, el sueco Gunnar Nordahl ostenta el título de máximo anotador histórico del club con 221 goles, superando por 46 tantos al ucraniano Andriy Shevchenko, el último gran goleador del Milan. Entre los futbolistas extranjeros, destaca Clarence Seedorf como el jugador con mayor número de partidos disputados con la camiseta rossonera, alcanzando un total de 433 apariciones.
En la actualidad, el delantero Rafael Leão es el jugador activo con más partidos jugados en el club, acumulando 259 encuentros a lo largo de nueve temporadas. Por su parte, también el portugués Rafael Leão lidera la lista de goleadores activos, con 70 anotaciones en seis años, lo que equivale a un promedio de aproximadamente 15 goles por temporada.
| Goleadores         | Goleadores         | Goleadores         | Presencias         | Presencias            | Presencias         | Temporadas         | Temporadas                         | Temporadas         |
| ------------------ | ------------------ | ------------------ | ------------------ | --------------------- | ------------------ | ------------------ | ---------------------------------- | ------------------ |
| 1.                 | Gunnar Nordahl     | 221 goles          | 1.                 | Paolo Maldini         | 902 partidos       | 1.                 | Paolo Maldini                      | 24 años            |
| 2.                 | Andriy Shevchenko  | 175 goles          | 2.                 | Franco Baresi         | 719 partidos       | 2.                 | Alessandro Costacurta              | 21 años            |
| 3.                 | Gianni Rivera      | 164 goles          | 3.                 | Alessandro Costacurta | 663 partidos       | 3.                 | Franco Baresi                      | 20 años            |
| 4.                 | José Altafini      | 161 goles          | 4.                 | Gianni Rivera         | 656 partidos       | 4.                 | Gianni Rivera                      | 19 años            |
| 5.                 | Aldo Boffi         | 136 goles          | 5.                 | Mauro Tassotti        | 583 partidos       | 5.                 | Mauro Tassotti / Massimo Ambrosini | 17 años            |
| Ver lista completa | Ver lista completa | Ver lista completa | Ver lista completa | Ver lista completa    | Ver lista completa | Ver lista completa | Ver lista completa                 | Ver lista completa |

### Números retirados
| Jugador       | Dorsal | Año       |
| ------------- | ------ | --------- |
| Paolo Maldini | =      | 1985-2009 |
| Franco Baresi | =      | 1978-1997 |

Merecen ser destacadas algunas generaciones de futbolistas del club como el «Milan de Sacchi» —equipo que consiguió conquistar dos Copas de Europa y plasmar un legado en los años 1990 también conocido como «gli Immortali di Sacchi» (los inmortales de Sacchi)—, en el que destacaron jugadores como Marco van Basten, Ruud Gullit, Frank Rijkaard, Carlo Ancelotti, Roberto Donadoni, Franco Baresi, Paolo Maldini o Alessandro Costacurta entre otros, y que obtuvo reconocimiento y loas en todo el fútbol mundial; o el equipo del trío «Gre-No-Li» en los años 1950 —con sus referentes nórdicos Gunnar Gren, Gunnar Nordahl y Nils Liedholm—, como uno de los mejores ataques de la historia del club.
Casi la totalidad de los futbolistas de la actual plantilla han sido internacionales al menos una vez en alguna categoría a lo largo de su carrera futbolística. Entre ellos, los más representados a fecha de las últimas convocatorias corresponden a la selección italiana absoluta con cinco representantes, sumando entre todas las categorías italianas un total de siete futbolistas entre los ocho integrantes del equipo. Entre ellos, destaca  como el jugador «rossonero» en activo que más veces ha vestido la camiseta de la selección absoluta italiana con 45 apariciones, marca lejos de la absoluta del club a nivel nacional del ex-milanista Paolo Maldini con 126.

## Entrenadores
El inglés Herbert Kilpin fue el primer técnico que tuvo el club milanés, ocupando el cargo en 1900. Tras él, 59 entrenadores han dirigido al equipo hasta al actual: Sergio Conceição.
A lo largo de su historia un total de 38 técnicos italianos han dirigido al equipo, sin contar las comisiones técnicas formadas por varios integrantes, siendo la nacionalidad más repetida, seguidos por cuatro húngaros, tres ingleses, tres austríacos, dos suecos, dos portugueses y dos uruguayos. Argentina, Brasil, Países Bajos, Serbia y Turquía completan el elenco de nacionalidades de los entrenadores del club.
El italiano Guido Moda fue el que más años estuvo en el cargo con siete temporadas, más otro período mensual en 1926, hasta la llegada en 2001 de Carlo Ancelotti, quien ocupó el cargo un total de ocho temporadas ininterrumpidas. El nombre del exjugador del club fue uno de los más resaltables dentro de la parcela técnica junto al de sus compatriotas Fabio Capello o Arrigo Sacchi.

## Seguidores

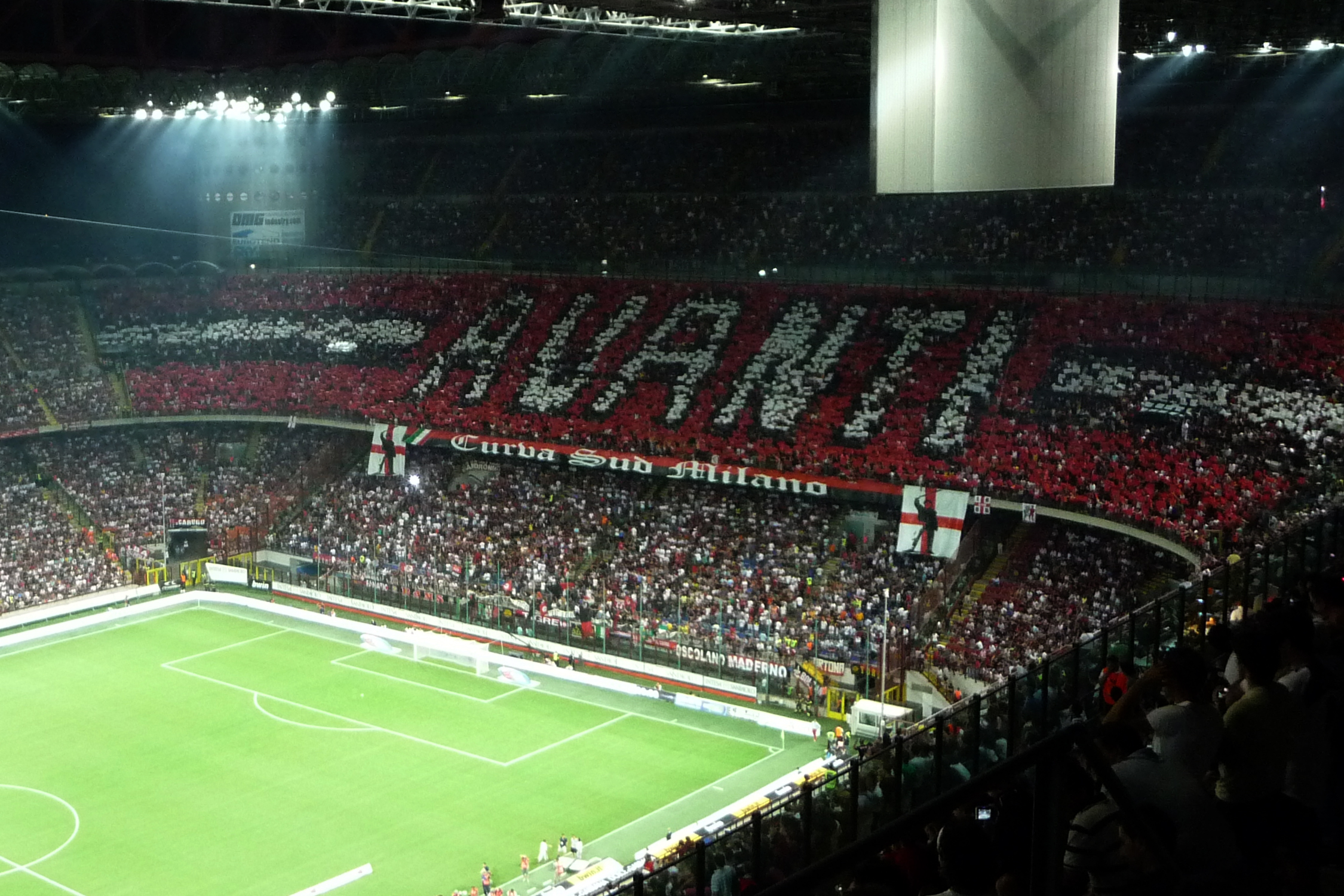
Aficionados «rossoneri» animando en un partido en el Stadio San Siro.

El AC Milan es uno de los clubes de fútbol con mayor popularidad tanto en Italia como a nivel europeo y mundial. En 1992, el club lideraba en número de socios en Italia, alcanzando un total de 71,895. Según un sondeo realizado por la encuestadora DEMOS y publicado en el periódico La Repubblica el 24 de agosto de 2006, el Milan se posicionaba como el segundo equipo con más seguidores en Italia, con un 16 % de preferencias.  
En julio de 2007, un estudio del Instituto Renato Mannheimer (ISPO), publicado por La Gazzetta dello Sport, confirmó esta posición, situando al club como el segundo en popularidad nacional, con un 12,4 % de preferencias. En el segmento de aficionados menores de 24 años, el Milan encabezaba las preferencias con un 20,3 %, destacándose en el mercado más relevante del fútbol italiano.
A nivel europeo, ocupa el séptimo lugar en número de seguidores, siendo además el equipo italiano con más aficionados en el continente, de acuerdo con un informe de la consultora alemana Sport+Markt publicado en 2010. Según este estudio, el Milan contaba con 18,4 millones de seguidores en Europa, superado solo por clubes como el FC Barcelona, Real Madrid CF y Manchester United FC.
Estas cifras se mantuvieron consistentes hasta septiembre de 2012, cuando un nuevo sondeo de Demos & PI situó nuevamente al Milan como el segundo equipo más seguido de Italia, con un 15,8 % de preferencias.

## A. C. Milan en la cultura popular
En el sector del cine, entre las películas dedicadas al equipo rossoneri se encuentran Gli eroi della domenica (1953) del director Mario Camerini, donde narra un partido de fútbol de los rossoneri, de una mujer en peligro y un intento de corrupción. En la película aparecen muchos de los jugadores del A. C. Milan de la época, como Lorenzo Buffon, Carlo Annovazzi y todo el Gre-No-Li, además del entrenador Lajos Czeizler. En otra película titulada Audace colpo dei soliti ignoti de Nanni Loy (1959), un grupo de matones romanos se dirigen a Milán fingiendo seguir al equipo giallorosso (A. S. Roma), con la intención de llevar a cabo un robo en la furgoneta del Totocalcio.
Luego hay una película de 1982 de Enrico Vanzina, Eccezzziunale... veramente, en la que Diego Abatantuono interpreta a un hincha del Milán, Donato Cavallo el "ras della Fossa". Lo mismo en su secuela del 2006, Eccezzziunale veramente - Capitolo secondo... me, de nuevo por Vanzina. En 1989 Massimo Boldi, en Fratelli d'Italia, interpreta a un fanático del Milán, obligado a emprender un viaje aventurero en coche junto a dos peligrosos ultras giallorossi, Romolo y Remo, recién liberados de prisión, interpretados por Angelo Bernabucci y Maurizio Mattioli. Los mismos actores, con roles similares, aparecieron más tarde en Tifosi, una película de 1999.
En el ámbito musical, el popular cantautor, Adriano Celentano mencionó a Milán en la canción de 1968, Eravamo in 100.000, «Io dell'Inter, lei del Milan». En 1979 Lucio Dalla rindió homenaje al título conseguido de la Champions League 1963 luego de vencer a Benfica, «Poi Milan e Benfica, Milano che fatica». Mientras el gran aficionado rossoneri Enzo Jannacci recordaba, en la canción de 1974, Vincenzina e la fabbrica, temporadas sometidas con «zero a zero anche ieri 'sto Milan qui, 'sto Rivera che ormai non mi segna più». También recordamos al actor Umberto Smaila, quien escribió e interpretó en 1987 el himno del Milan Ultras Canto Rossonero y Laura Pausini, reinterprete del Milan, Milan, quien hizo un dueto con Carlo Ancelotti en el Estadio San Siro para celebrar la victoria de la Champions League 2007.
La popularidad del A. C. Milán en las redes sociales es amplia: al 11 de enero de 2016 le seguían 24,7 millones de seguidores en Facebook, 3,1 millones en Twitter y 1,9 en Instagram, ocupando el primer lugar en Italia y el octavo a nivel mundial; el club también cuenta con alrededor de 300,000 suscriptores de YouTube y más de 5 millones de fanáticos en Google+.

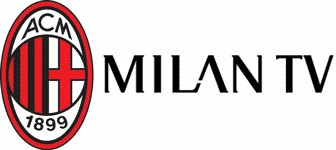
El nuevo logo del canal temático utilizado desde el 2016

El 16 de diciembre de 1999, para celebrar el centenario de la fundación del club, nació Milan Channel, un canal de televisión de pago temático que emite continuamente noticias y eventos centrados en el "mundo de Milán". El 1 de julio de 2016 el canal cambia de nombre a Milan TV, renovando gráficos y logotipos. Temas similares también se difunden a través de MilanTime, la televisión web oficial del equipo rossoneri, que se transmite a través del sitio web oficial del club. De manera más general, la distribución de contenido se lleva a cabo a través de una plataforma integrada de un solo entorno, incluyendo social, web y móvil, lanzada en 2010 con el proyecto Milan Media Factory. Entre las emisoras de radio se encuentran "Radio Italia", la radio oficial del club, y la radio deportiva Radio MilanInter, cuyas retransmisiones están dedicadas a los dos equipos milaneses.
En el campo editorial Forza Milan! durante más de medio siglo fue la revista oficial del equipo, fundada en 1963 por el periodista Gino Sansoni y publicada por Panini. Dedicado íntegramente a los acontecimientos del club, bajo la dirección de Gigi Vesigna alcanzó una tirada mensual de 130.000 ejemplares.

## Rivalidades

### Rivalidades nacionales

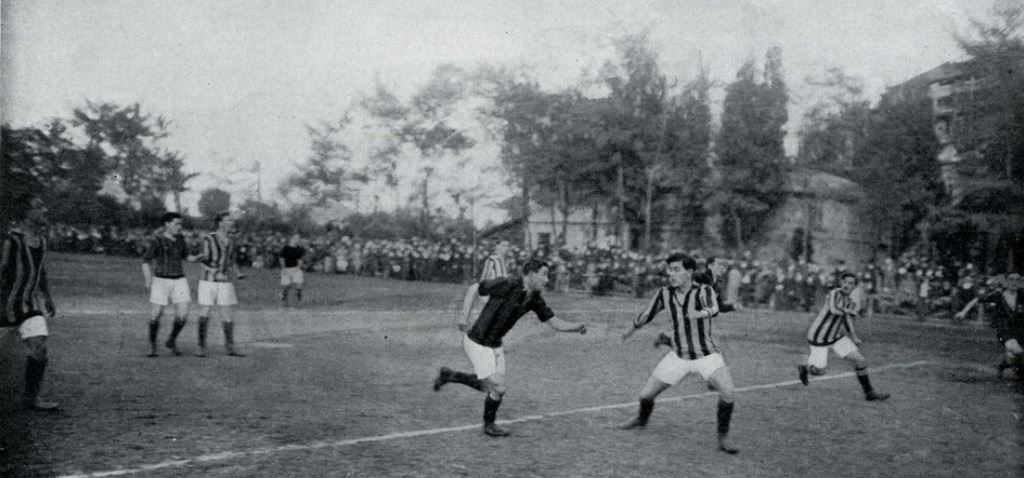
Uno de los primeros derbis de Milán (1915).

La rivalidad más enconada de los milanistas es frente al Inter de Milán, de la misma ciudad, con quien ha disputado un total de 209 encuentros desde que se enfrentasen por primera vez el 18 de octubre de 1908 en el conocido Derby della Madonnina. Dicho primer partido, de carácter amistoso, tuvo lugar en Chiasso, Suiza.
El 29 de junio de 1969, después de más de 60 años, se volvió a repetir el hecho de jugar el derbi de Milán en el extranjero; aquel encuentro, también amistoso, se disputó en el Yankee Stadium de Nueva York, en el ámbito del Torneo Ciudad de Nueva York. El final de esa década trajo consigo un asentamiento socioeconómico del país italiano y en especial en la Lombardía, cayendo en desuso varios calificativos en referencia a la clase de los seguidores de uno y otro equipo como «casciavit» o «baùscia», ambos con tintes despectivos.
La historia de los enfrentamientos evidencia que los milanistas dominaron a los interistas hasta el 1929, año de la consolidación del fútbol profesional con la Serie A. Por el contrario, en su período de oro, los «nerazzurri» tuvieron un gran predominio durante casi una década; de 1929 a 1937 los interistas tuvieron una racha de 17 partidos sin perder, la mayor racha invicta en las grandes rivalidades del fútbol. Ambos conjuntos sitúan a la ciudad de Milán como la segunda con más títulos de la Copa de Europa / Liga de Campeones con diez, cinco por detrás de Madrid, y la única en tener a dos campeones junto a Mánchester.
Otra gran rivalidad es con la Juventus con quien se ha enfrentado en 1 final de la Liga de Campeones de la UEFA, 5 de Copa Italia y 3 de Supercopa de Italia; cabe destacar que la Vecchia Signora estuvo 12 partidos sin perder desde 2016 hasta 2020, la mayor racha entre ambos conjuntos.
| Club                                                    | PJ  | PG | PE | PP | Última victoria     | Último empate           | Última derrota      |
| ------------------------------------------------------- | --- | -- | -- | -- | ------------------- | ----------------------- | ------------------- |
| Juventus                                                | 244 | 71 | 79 | 94 | 3 de enero de 2025  | 23 de noviembre de 2024 | 18 de enero de 2025 |
| Inter de Milán                                          | 244 | 82 | 71 | 91 | 24 de abril de 2025 | 2 de abril de 2025      | 22 de abril de 2024 |
| * Datos actualizados hasta los últimos enfrentamientos. |     |    |    |    |                     |                         |                     |

### Rivalidad con el Real Madrid

Encuentro frente al Real Madrid en 2010.

De carácter meramente deportivo, desde la creación de las competiciones europeas ambos compiten por la supremacía en la Copa de Europa / Liga de Campeones, resultando el balance en quince títulos frente a siete, Pese a ello, no disputan un encuentro de relevancia desde 1990, aunque sí se vivieron remarcables duelos en rondas menos importantes del torneo; adicionalmente, llama la atención que los dos clubes con más títulos y finales disputadas, —con quince de dieciocho para los madrileños y siete de once para los milaneses—, solo se han enfrentado en una ocasión en la final, en la temporada 1957-58 con victoria madridista. Con ambos conjuntos españoles dichos enfrentamientos se extiende más allá de Europa siendo algunos de los conjuntos que más trofeos internacionales acumulan, dominando el palmarés UEFA (Véase Rivalidad del Real Madrid con el Milan).
De los jugadores que pasaron por ambos clubes, Christian Panucci, Fernando Redondo y Clarence Seedorf lograron alzar la Liga de Campeones de la UEFA con ambos conjuntos aunque el argentino no jugó la final con el club italiano en 2003, mientras que el neerlandés sí jugó como titular las 3 finales que ganó en 1998, 2003 y 2007 así como el italiano en 1994 y 1998;  por su parte, Júlio César Santos Correa ganó en el año 2000 frente al Valencia C.F.; Kaká se coronó en 2007 con el conjunto rossonero frente al Liverpool F.C. junto al jugador neerlandés; Diego López en 2014 frente al Atlético de Madrid; Álvaro Morata en 2014 y 2017 frente a la Juventus; Theo Hernández en 2018 frente al Liverpool; Luka Jović en 2022 frente al Liverpool; Brahim Díaz en 2024 frente al Borussia Dortmund; y Luka Modrić en 2014, en 2016 frente a Atlético de Madrid, 2017, 2018, 2022 y 2024.
Otros jugadores que pasaron por ambos clubes fueron Pablo García, Antonio Cassano, Ronaldo Nazario, Émerson Ferreira, Klaas-Jan Huntelaar, David Beckham, Robinho de Souza y Gonzalo Higuaín.
Por la parte técnica solamente Luis Carniglia, Fabio Capello y Carlo Ancelotti entrenaron a ambos conjuntos, y los 3 ganaron la Copa de Europa; el argentino ganó 2 Copas de Europa con el conjunto blanco en 1958 y 1959; el segundo ganó la Copa de Europa en 1994 con el club italiano mientras que el último la ganó en ambos clubes en 2003, 2007, 2014, 2022 y 2024. Arrigo Sacchi entrenó al club lombardo en dos etapas (1987-1991) - (1996-1997), y pasó a ser director deportivo de la entidad española de 2004 a 2005.
En lo que se refiere a los mejores futbolistas del siglo XX según la IFFHS, la FIFA y la FIFA 100 elaborada por Pelé, muchos de ellos  jugaron en al menos en uno de los clubes: .
Asimismo, entre ambos clubes suman 20 balones de Oro, siendo 12 del Real Madrid y 8 del Milan:
- † Alfredo Di Stéfano (1957, 1959) (Real Madrid)
- † Raymond Kopa (1958) (Real Madrid)
- Gianni Rivera (1969) (Milan)
- Ruud Gullit (1987) (Milan)
- Marco van Basten (1988, 1989, 1992) (Milan)
- George Weah (1995) (Milan)
- Luís Figo (2000) (Real Madrid)
- Ronaldo Nazario (2002) (Real Madrid)
- Andriy Shevchenko (2004) (Milan)
- Fabio Cannavaro (2006) (Real Madrid)
- Kaká (2007) (Milan)
- Cristiano Ronaldo (2013, 2014, 2016, 2017) (Real Madrid)
- Luka Modrić (2018) (Real Madrid)
- Karim Benzema (2022) (Real Madrid)

Además, acumulan un total de 38 podios en el mismo galardón. También suman 19 jugadores campeones del mundo, siendo 8 del Milan y 11 del Real Madrid que pertenecían a las plantillas de los clubes al momento de la coronación, de 10 mundiales diferentes y 6 selecciones diferentes:
| Copa Mundial   |                            |
| Jugador        | Campeonato                 |
| Arcari †       | Italia 1934                |
| Netzer         | Alemania 1974              |
| Baresi         | España 1982                |
| Valdano        | México 1986                |
| Karembeu       | Francia 1998               |
| Roberto Carlos | Corea del Sur y Japón 2002 |
| Roque Júnior   | Corea del Sur y Japón 2002 |

| Copa Mundial |               |
| Jugador      | Campeonato    |
| Gattuso      | Alemania 2006 |
| Pirlo        | Alemania 2006 |
| Gilardino    | Alemania 2006 |
| Nesta        | Alemania 2006 |
| Inzaghi      | Alemania 2006 |

| Copa Mundial |                |
| Jugador      | Campeonato     |
| Casillas     | Sudáfrica 2010 |
| Ramos        | Sudáfrica 2010 |
| Xabi Alonso  | Sudáfrica 2010 |
| Arbeloa      | Sudáfrica 2010 |

| Copa Mundial |                |
| Jugador      | Campeonato     |
| Albiol       | Sudáfrica 2010 |
| Khedira      | Brasil 2014    |
| Varane       | Rusia 2018     |

En 1 Mundial coincidieron jugadores de ambos clubes: Roberto Carlos de la entidad blanca y Roque Júnior del club rojinegro en Corea del Sur / Japón 2002.
Por la parte técnica solamente † Luis Carniglia, Fabio Capello y Carlo Ancelotti entrenaron a ambos conjuntos, y los 3 ganaron la Copa de Europa en alguno de los dos clubes; el argentino ganó 2 Copas de Europa con el conjunto blanco en 1958 y 1959; el segundo ganó la Copa de Europa en 1994 con el club italiano mientras que el último la ganó en ambos clubes en 2003, 2007, 2014, 2022 y 2024. Arrigo Sacchi entrenó al club lombardo en dos etapas (1987-1991) - (1996-1997), y pasó a ser director deportivo de la entidad española de 2004 a 2005.
| Rumbo a Madrid | Rumbo a Madrid             |
| País           | Jugadores                  |
| -------------- | -------------------------- |
| Brasil         | Kaká                       |
| Italia         | Christian Panucci          |
| Uruguay        | Pablo Gabriel García Pérez |
| Total          | 3                          |

| Rumbo a Milán | Rumbo a Milán                             |
| País          | Jugadores                                 |
| ------------- | ----------------------------------------- |
| Argentina     | Fernando Redondo, Gonzalo Higuaín         |
| Brasil        | Ronaldo Nazario, Émerson, Robinho, Kaká   |
| Croacia       | Luka Modrić                               |
| España        | Diego López, Brahim, Morata, Álex Jiménez |
| Francia       | Theo Hernández                            |
| Inglaterra    | David Beckham                             |
| Italia        | Antonio Cassano                           |
| Países Bajos  | Clarence Seedorf, Klaas-Jan Huntelaar     |
| Serbia        | Luka Jović                                |
| Total         | 15                                        |

### Resumen de enfrentamientos

#### Competición internacional
| Club                                                    | PJ | PG | PE | PP | Última victoria        | Último empate          | Última derrota        |
| ------------------------------------------------------- | -- | -- | -- | -- | ---------------------- | ---------------------- | --------------------- |
| Real Madrid                                             | 16 | 7  | 3  | 6  | 5 de noviembre de 2024 | 3 de noviembre de 2010 | 10 de octubre de 2010 |
| * Datos actualizados hasta los últimos enfrentamientos. |    |    |    |    |                        |                        |                       |

Leyenda:
     balance favorable
     balance desfavorable
     balance equilibrado

## Presidencia y junta directiva
|  | Para más detalles, consultar Presidentes de la Associazione Calcio Milan |

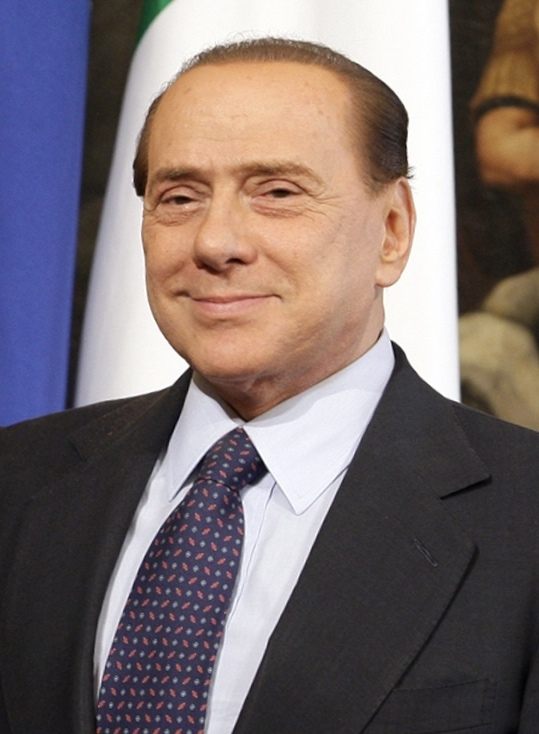
Silvio Berlusconi, máximo mandatario de 1986 a 2017.

Desde el primer presidente oficial del club, Alfred Edwards, en 1899, han pasado por el máximo cargo de la entidad un total de 23 presidentes, incluyendo los segundos mandatos de Umberto Trabattoni y Silvio Berlusconi; sumando a las comisiones presidenciales y Adriano Galliani, quienes cumplieron dichas funciones por diversos motivos, hasta el actual fondo de inversión asiático con su máxima figura en Yonghong Li, actual presidente. Fue Edwards quien junto a Herbert Kilpin —primer capitán del equipo— fundó la sociedad.
Entre ellos, destacó la presidencia del ya mencionado Berlusconi, vigesimoprimer presidente del club, que se mantuvo en el cargo veinte años en dos etapas, superando en uno a Piero Pirelli, el que fuera el segundo mandatario del club. Berlusconi fue sin duda el más importante en la historia del club debido a su carisma, logros deportivos bajo su directiva, y responsable de la historia reciente de la sociedad. Bajo su mandato, no solo impulsó al propio club, sino al fútbol en Italia y Europa, situándolo como una de las referencias en el Viejo Continente logrando 29 títulos en 31 años al frente del club. Su condición de primer ministro del país, le hizo en ocasiones delegar el cargo deportivo en comisiones presidenciales a cargo de Adriano Galliani, su hombre de confianza, y vicepresidente del club.

## Categorías inferiores
El sistema de las categorías inferiores del club ha sido responsable de la producción de algunos de los jugadores más grandes de la entidad, incluyendo a los tres que más veces han vestido la camiseta milanista en partidos oficiales, Paolo Maldini, Franco Baresi y Alessandro Costacurta, así como varios jugadores que han logrado convertirse en jugadores de la Serie A. Las instalaciones se encuentran en el Centro Deportivo Vismara (en italiano: Centro Sportivo Vismara), un terreno de 230 hectáreas situado en el suburbio de Gratosoglio, en el sur de Milán, mientras que el equipo filial se ejercita en Milanello, como el primer equipo.
La dirección de las mismas se encuentra a cargo de Filippo Galli, exfutbolista del club.
El sistema de categorías del club tiene nueve equipos de diferentes edades, desde los Sub-8 hasta los Sub-17.

### Equipo primavera
El club cuenta con un equipo filial de formación sub-19 denominado como A.C. Milan Primavera. Juega en el Campionato Nazionale Primavera en el que han sido campeones una vez, en 1965. También participa en la Coppa Italia Primavera, que ha conquistado en dos ocasiones, y en el Torneo Mundial Juvenil Copa Carnaval anual de Viareggio, un torneo internacional que ganó un récord de nueve veces.

## Otras secciones deportivas

### Associazione Calcio Milan Femminile
La sección femenina fue establecida en el 2018, luego de que el club milanista adquirió el cupo del ACF Brescia Femminile en la Serie A.